# Hokejowa Liga Mistrzów (2019/2020)
Hokejowa Liga Mistrzów 2019/2020 siódma edycja europejskiego, klubowego turnieju hokejowego, rozgrywanego pod patronatem IIHF. Przeznaczony dla najlepszych męskich hokejowych drużyn klubowych (zajmujących czołowe miejsca w europejskich ligach krajowych). Są to najbardziej prestiżowe klubowe zmagania hokejowe w Europie.
Uczestniczą w niej 32 kluby podzielone na 8 czterozespołowych grup. Rozgrywki trwały od 29 sierpnia 2019 do 4 lutego 2020 roku. Po raz czwarty w rozgrywkach wystąpi zespół z Polski. Jest nim mistrz kraju z sezonu 2018/2019 - GKS Tychy.

## Uczestnicy

### Warunki gry w HLM
W rozgrywkach uczestniczą 32 zespoły z 13 państw. Drużyny zostały podzielone 4 koszyki spośród których rozlosowano osiem 4-zespołowych grup. Wymogiem uczestnictwa w tegorocznej edycji HLM było spełnienie jednego z siedmiu warunków:
1. Mistrzostwo Ligi Mistrzów 2018/2019
2. Mistrzostwo kraju
3. Zwycięstwo w sezonie zasadniczym
4. Wicemistrzostwo sezonu zasadniczego
5. Trzecie miejsce w sezonie zasadniczym
6. Czwarte miejsce w sezonie zasadniczym
7. Piąte miejsce w sezonie zasadniczym

### Drużyny
| Drużyna                | Miasto                   | Liga                           | Kwalifikacja                                  |
| ---------------------- | ------------------------ | ------------------------------ | --------------------------------------------- |
| Frölunda HC            | Göteborg                 | Svenska hockeyligan            | zwycięzca HLM 2018/2019                       |
| Färjestad BK           | Karlstad                 | Svenska hockeyligan            | zwycięzca sezonu zasadniczego                 |
| Luleå HF               | Luleå                    | Svenska hockeyligan            | wicemistrz sezonu zasadniczego                |
| Djurgårdens IF         | Gävle                    | Svenska hockeyligan            | czwarte miejsce w sezonie zasadniczym         |
| Skellefteå AIK         | Skellefteå               | Svenska hockeyligan            | piąte miejsce w sezonie zasadniczym           |
| SC Bern                | Berno                    | National League                | mistrz kraju                                  |
| EV Zug                 | Zug                      | National League                | wicemistrz sezonu zasadniczego                |
| Lausanne HC            | Lozanna                  | National League                | trzecie miejsce sezonu zasadniczego           |
| EHC Biel               | Biel/Bienne              | National League                | czwarte miejsce sezonu zasadniczego           |
| HC Ambrì-Piotta        | Ambrì                    | National League                | piąte miejsce sezonu zasadniczego             |
| HPK                    | Hämeenlinna              | Liiga                          | mistrz kraju                                  |
| Kärpät                 | Oulu                     | Liiga                          | mistrz sezonu zasadniczego                    |
| Tappara                | Tampere                  | Liiga                          | wicemistrz sezonu zasadniczego                |
| Pelicans Lahti         | Lahti                    | Liiga                          | trzecie miejsce sezonu zasadniczego           |
| HC Oceláři Trzyniec    | Trzyniec                 | Tipsport Ekstraliga            | mistrz kraju                                  |
| Bílí tygři Liberec     | Liberec                  | Tipsport Ekstraliga            | mistrz sezonu zasadniczego                    |
| HC Pilzno 1929         | Pilzno                   | Tipsport Ekstraliga            | trzecie miejsce sezonu zasadniczego           |
| Mountfield HK          | Hradec Králové           | Tipsport Ekstraliga            | czwarte miejsce sezonu zasadniczego           |
| Adler Mannheim         | Mannheim                 | Deutsche Eishockey Liga        | mistrz kraju                                  |
| EHC Red Bull Monachium | Monachium                | Deutsche Eishockey Liga        | wicemistrz kraju                              |
| Augsburger Panther     | Augsburg                 | Deutsche Eishockey Liga        | trzecie miejsce sezonu zasadniczego           |
| EC KAC                 | Klagenfurt am Wörthersee | Österreichische Eishockey-Liga | mistrz kraju                                  |
| EC Graz 99ers          | Graz                     | Österreichische Eishockey-Liga | wicemistrz sezonu zasadniczego                |
| Vienna Capitals        | Wiedeń                   | Österreichische Eishockey-Liga | trzecie miejsce sezonu zasadniczego           |
| Belfast Giants         | Belfast                  | Elite Ice Hockey League        | dzika karta Pucharu Kontynentalnego 2018/2019 |
| HK Junost' Mińsk       | Mińsk                    | Ekstraliga                     | mistrz kraju                                  |
| Frisk Asker            | Asker                    | GET-ligaen                     | mistrz kraju                                  |
| HC 05 Banská Bystrica  | Bańska Bystrzyca         | Tipsport Ekstraliga            | mistrz kraju                                  |
| Brûleurs de Loups      | Grenoble                 | Ligue Magnus                   | mistrz kraju                                  |
| Rungsted Seier Capital | Rungsted                 | Metal Ligaen                   | mistrz kraju                                  |
| Cardiff Devils         | Cardiff                  | Elite Ice Hockey League        | zwycięzca sezonu zasadniczego                 |
| GKS Tychy              | Tychy                    | Polska Hokej Liga              | mistrz kraju                                  |

## Terminarz
| Faza           | Runda        | Pierwszy mecz                          | Drugi mecz                             |
| -------------- | ------------ | -------------------------------------- | -------------------------------------- |
| Faza grupowa   | Faza grupowa | od 29 sierpnia do 16 października 2019 | od 29 sierpnia do 16 października 2019 |
| Faza pucharowa | 1/8 finału   | 12-13 listopada 2019                   | 19-20 listopada 2019                   |
| Faza pucharowa | Ćwierćfinały | 3-4 grudzień 2019                      | 10 grudzień 2019                       |
| Faza pucharowa | Półfinały    | 7-8 stycznia 2020                      | 14-15 stycznia 2020                    |
| Faza pucharowa | Finał        | 4 lutego 2020                          | 4 lutego 2020                          |

## Losowanie
Oto podział drużyn na koszyki podczas losowania:
| Koszyk 1                                                                                | Koszyk 2                                                                                                 | Koszyk 3 | Koszyk 4 |
| --------------------------------------------------------------------------------------- | --- | --- | --- |
| Frölunda HC Färjestad BK SC Bern HPK HC Oceláři Trzyniec Adler Mannheim EC KAC Luleå HF | EV Zug Kärpät Bílí tygři Liberec EHC Red Bull Monachium EC Graz 99ers Djurgårdens IF Lausanne HC Tappara | HC Pilzno 1929 Augsburger Panther Vienna Capitals Skellefteå AIK EHC Biel Pelicans Lahti Mountfield HK HC Ambrì-Piotta | HK Junost' Mińsk Frisk Asker HC 05 Banská Bystrica Brûleurs de Loups Rungsted Seier Capital Cardiff Devils GKS Tychy Belfast Giants |

## Faza grupowa

### Grupa A
| Lp. | Zespół      | M | Pkt | Z | WpD | PpD | P | G+ | G- | +/- |
| --- | ----------- | - | --- | - | --- | --- | - | -- | -- | --- |
| 1   | EHC Biel    | 6 | 15  | 5 | 0   | 0   | 1 | 16 | 9  | +7  |
| 2   | Tappara     | 6 | 12  | 4 | 0   | 0   | 2 | 21 | 11 | +10 |
| 3   | EC KAC      | 6 | 9   | 3 | 0   | 0   | 3 | 18 | 20 | -2  |
| 4   | Frisk Asker | 6 | 0   | 0 | 0   | 0   | 6 | 7  | 22 | -15 |

    = awans do 1/8 finału
| 29 sierpnia 2019 | EC KAC | 3:2 | Tappara | Eissportzentrum Klagenfurt, Klagenfurt am Wörthersee |

| Szczegóły      | Szczegóły                                                               | Szczegóły       | Szczegóły                                      | Szczegóły |
| -------------- | ----------------------------------------------------------------------- | --------------- | ---------------------------------------------- | --- |
| Godzina: 19:30 | T. Hundertpfund (PP) 16:47 D. Obersteiner (EQ) 23:17 M. Neal (EQ) 30:58 | (1:0, 2:2, 0:0) | 22:33 (PP) Ch. Bertrand 26:43 (EQ) S. Moilanen | Widzów: 3 472 Sędzia główny: Vladimír Baluška Kristian Nikolić Sędziowie liniowi: Elias Seewald David Nothegger |
| Godzina: 19:30 | 8 min. kar                                                              |                 | 8 min. kar                                     | Widzów: 3 472 Sędzia główny: Vladimír Baluška Kristian Nikolić Sędziowie liniowi: Elias Seewald David Nothegger |

| 29 sierpnia 2019 | EHC Biel | 2:1 | Frisk Asker | Tissot Arena, Biel/Bienne |

| Szczegóły      | Szczegóły                                  | Szczegóły       | Szczegóły              | Szczegóły                                                                                               |
| -------------- | ------------------------------------------ | --------------- | ---------------------- | --- |
| Godzina: 19:45 | Y. Rathgeb (PP) 18:45 T. Rajala (EQ) 51:11 | (1:0, 0:1, 1:0) | 30:25 (EQ) N. Andresen | Widzów: 3 015 Sędzia główny: Christoffer Holm Thomas Urban Sędziowie liniowi: Dario Fuchs Roman Kaderli |
| Godzina: 19:45 | 6 min. kar                                 |                 | 14 min. kar            | Widzów: 3 015 Sędzia główny: Christoffer Holm Thomas Urban Sędziowie liniowi: Dario Fuchs Roman Kaderli |

| 31 sierpnia 2019 | EC KAC | 3:0 | Frisk Asker | Eissportzentrum Klagenfurt, Klagenfurt am Wörthersee |

| Szczegóły      | Szczegóły                                                   | Szczegóły       | Szczegóły   | Szczegóły                                                                                                   |
| -------------- | ----------------------------------------------------------- | --------------- | ----------- | --- |
| Godzina: 19:30 | M. Ganahl (EQ) 07:45 M. Neal (PP2) 14:55 M. Neal (PP) 58:19 | (2:0, 0:0, 1:0) |             | Widzów: 3 038 Sędzia główny: Peter Stano Manuel Nikolić Sędziowie liniowi: Jakob Schauer Ulrich Pardatscher |
| Godzina: 19:30 | 10 min. kar                                                 |                 | 22 min. kar | Widzów: 3 038 Sędzia główny: Peter Stano Manuel Nikolić Sędziowie liniowi: Jakob Schauer Ulrich Pardatscher |

| 31 sierpnia 2019 | EHC Biel | 1:0 | Tappara | Tissot Arena, Biel/Bienne |

| Szczegóły      | Szczegóły          | Szczegóły       | Szczegóły   | Szczegóły |
| -------------- | ------------------ | --------------- | ----------- | --- |
| Godzina: 19:45 | D. Riat (PP) 58:52 | (0:0, 0:0, 1:0) |             | Widzów: 3 069 Sędzia główny: Stanislav Raming Mark Lemelin Sędziowie liniowi: Dominik Altmann Marc-Henri Progin |
| Godzina: 19:45 | 10 min. kar        |                 | 10 min. kar | Widzów: 3 069 Sędzia główny: Stanislav Raming Mark Lemelin Sędziowie liniowi: Dominik Altmann Marc-Henri Progin |

| 6 września 2019 | Tappara | 8:3 | EC KAC | Hakametsä Stadium, Tampere |

| Szczegóły      | Szczegóły | Szczegóły       | Szczegóły                                                   | Szczegóły |
| -------------- | --- | --------------- | ----------------------------------------------------------- | --- |
| Godzina: 18:00 | O. Vauhkonen (PP) 06:21 Ch. Bertrand (EQ) 19:48 J. Karjalainen (EQ) 36:02 Ch. Bertrand (EQ) 36:32 N. Ojamäki (EQ) 44:06 K. Kuusela (EQ) 45:47 O. Vauhkonen (EQ) 47:49 Ch. Bertrand (PP) 50:32 | (2:2, 2:0, 4:1) | 07:00 (PP) M. Neal 09:11 (EQ) M. Ganahl 40:53 (EQ) A. Kozek | Widzów: 3 725 Sędzia główny: Stanislav Raming Lasse Heikkinen Sędziowie liniowi: Joona Elonen Tommi Niittylä |
| Godzina: 18:00 | 6 min. kar |                 | 10 min. kar                                                 | Widzów: 3 725 Sędzia główny: Stanislav Raming Lasse Heikkinen Sędziowie liniowi: Joona Elonen Tommi Niittylä |

| 6 września 2019 | Frisk Asker | 2:3 | EHC Biel | Askerhallen, Asker |

| Szczegóły      | Szczegóły                                         | Szczegóły       | Szczegóły                                                                | Szczegóły |
| -------------- | ------------------------------------------------- | --------------- | ------------------------------------------------------------------------ | --- |
| Godzina: 18:30 | A. Lavoie (EQ) 24:04 M.S. Christiansen (EQ) 49:06 | (0:0, 1:2, 1:1) | 31:38 (PP) M. Tschantré 38:32 (PP) L. Cunti 57:26 (EQ) J. Neuenschwander | Widzów: 1 504 Sędzia główny: Trpimir Piragić Marc Wannersted Sędziowie liniowi: Alexander Waldejer Rune Bakken |
| Godzina: 18:30 | 16 min. kar                                       |                 | 16 min. kar                                                              | Widzów: 1 504 Sędzia główny: Trpimir Piragić Marc Wannersted Sędziowie liniowi: Alexander Waldejer Rune Bakken |

| 8 września 2019 | Tappara | 1:0 | EHC Biel | Hakametsä Stadium, Tampere |

| Szczegóły      | Szczegóły            | Szczegóły       | Szczegóły  | Szczegóły                                                                                            |
| -------------- | -------------------- | --------------- | ---------- | --- |
| Godzina: 18:00 | T. Morley (PP) 22:57 | (0:0, 1:0, 0:0) |            | Widzów: 3 579 Sędzia główny: Viktor Birin Aaro Brännare Sędziowie liniowi: Henri Neva Hannu Sormunen |
| Godzina: 18:00 | 10 min. kar          |                 | 8 min. kar | Widzów: 3 579 Sędzia główny: Viktor Birin Aaro Brännare Sędziowie liniowi: Henri Neva Hannu Sormunen |

| 8 września 2018 | Frisk Asker | 0:4 | EC KAC | Askerhallen, Asker |

| Szczegóły      | Szczegóły   | Szczegóły       | Szczegóły                                                                               | Szczegóły |
| -------------- | ----------- | --------------- | --------------------------------------------------------------------------------------- | --- |
| Godzina: 18:30 |             | (0:2, 0:1, 0:1) | 05:03 (EQ) D. Obersteiner 09:50 (EQ) M. Neal 33:15 (PP) M. Richter 40:43 (PP2) A. Kozek | Widzów: 1 365 Sędzia główny: Mikael Sjöqvist Jørn McCall Sędziowie liniowi: Alexander Waldejer Knut Einar Bråten |
| Godzina: 18:30 | 14 min. kar |                 | 22 min. kar                                                                             | Widzów: 1 365 Sędzia główny: Mikael Sjöqvist Jørn McCall Sędziowie liniowi: Alexander Waldejer Knut Einar Bråten |

| 8 października 2019 | Frisk Asker | 1:3 | Tappara | Askerhallen, Asker |

| Szczegóły      | Szczegóły                | Szczegóły       | Szczegóły                                                         | Szczegóły                                                                                                  |
| -------------- | ------------------------ | --------------- | ----------------------------------------------------------------- | --- |
| Godzina: 18:30 | H. Gustafsson (EQ) 19:14 | (1:1, 0:0, 0:2) | 08:12 (SH) O. Rauhala 45:05 (EQ) Ch. Bertrand 53:00 (EQ) P. Virta | Widzów: 1 228 Sędzia główny: Nicolas Fluri Marc Wannersted Sędziowie liniowi: Håvar Dahl Knut Einar Bråten |
| Godzina: 18:30 | 10 min. kar              |                 | 14 min. kar                                                       | Widzów: 1 228 Sędzia główny: Nicolas Fluri Marc Wannersted Sędziowie liniowi: Håvar Dahl Knut Einar Bråten |

| 9 października 2019 | EC KAC | 3:6 | EHC Biel | Eissportzentrum Klagenfurt, Klagenfurt am Wörthersee |

| Szczegóły      | Szczegóły                                                      | Szczegóły       | Szczegóły | Szczegóły                                                                                                 |
| -------------- | -------------------------------------------------------------- | --------------- | --- | --- |
| Godzina: 19:30 | L. Haudum (EQ) 21:46 A. Kozek (PP) 38:45 D. Fischer (PP) 42:46 | (0:2, 2:2, 1:2) | 02:31 (SH) P. Schneider 04:49 (EQ) J. Moser 24:32 (EQ) P. Schneider 32:11 (EQ) P. Schneider 44:43 (PP) T. Rajala 51:20 (EQ) P. Schneider | Widzów: 3 411 Sędzia główny: Milan Zrnić Trpimir Piragić Sędziowie liniowi: Elias Seewald David Nothegger |
| Godzina: 19:30 | 8 min. kar                                                     |                 | 8 min. kar | Widzów: 3 411 Sędzia główny: Milan Zrnić Trpimir Piragić Sędziowie liniowi: Elias Seewald David Nothegger |

| 15 października 2019 | EHC Biel | 4:2 | EC KAC | Tissot Arena, Biel/Bienne |

| Szczegóły      | Szczegóły                                                                                | Szczegóły       | Szczegóły                                   | Szczegóły                                                                                               |
| -------------- | ---------------------------------------------------------------------------------------- | --------------- | ------------------------------------------- | --- |
| Godzina: 19:45 | T. Rajala (PP) 14:27 P. Schneider (PS) 21:37 A. Salmela (EQ) 31:58 M. Kuenzle (EQ) 39:59 | (1:0, 3:1, 0:1) | 37:22 (EQ) N. Petersen 51:19 (PP2) A. Kozek | Widzów: 3 028 Sędzia główny: Daniel Rencz Anssi Salonen Sędziowie liniowi: Dominik Altmann Stany Gnemmi |
| Godzina: 19:45 | 8 min. kar                                                                               |                 | 8 min. kar                                  | Widzów: 3 028 Sędzia główny: Daniel Rencz Anssi Salonen Sędziowie liniowi: Dominik Altmann Stany Gnemmi |

| 16 października 2019 | Tappara | 7:3 | Frisk Asker | Hakametsä Stadium, Tampere |

| Szczegóły      | Szczegóły | Szczegóły       | Szczegóły                                                        | Szczegóły                                                                                            |
| -------------- | --- | --------------- | ---------------------------------------------------------------- | --- |
| Godzina: 18:00 | S. Moilanen (EQ) 04:08 A. Levtchi (EQ) 21:56 O. Rauhala (EQ) 27:06 V. Kemiläinen (PP) 32:58 N. Ojamäki (EQ) 41:26 P. Virta (EQ) 48:24 Ch. Bertrand (EQ) 52:33 | (1:2, 3:0, 3:1) | 13:34 (PP) A. Lavoie 14:29 (EQ) R. Petryk 50:40 (EQ) V. Granholm | Widzów: 3 906 Sędzia główny: Lasse Kopitz Aaro Brännare Sędziowie liniowi: Jere Koskela Joni Pekkala |
| Godzina: 18:00 | 2 min. kar |                 | 12 min. kar                                                      | Widzów: 3 906 Sędzia główny: Lasse Kopitz Aaro Brännare Sędziowie liniowi: Jere Koskela Joni Pekkala |

### Grupa B
| Lp. | Zespół                 | M | Pkt | Z | WpD | PpD | P | G+ | G- | +/- |
| --- | ---------------------- | - | --- | - | --- | --- | - | -- | -- | --- |
| 1   | EV Zug                 | 6 | 14  | 4 | 0   | 2   | 0 | 22 | 11 | +11 |
| 2   | HC Pilzno 1929         | 6 | 12  | 2 | 3   | 0   | 1 | 24 | 16 | +8  |
| 3   | HPK                    | 6 | 7   | 1 | 1   | 2   | 2 | 13 | 16 | -3  |
| 4   | Rungsted Seier Capital | 6 | 3   | 1 | 0   | 0   | 5 | 10 | 26 | -16 |

    = awans do 1/8 finału
| 29 sierpnia 2019 | HC Pilzno 1929 | 5:4 pd. | HPK | Home Monitoring Aréna, Pilzno |

| Szczegóły      | Szczegóły                                                                                               | Szczegóły            | Szczegóły                                                                               | Szczegóły                                                                                            |
| -------------- | --- | -------------------- | --------------------------------------------------------------------------------------- | --- |
| Godzina: 17:00 | J. Kracík (EQ) 32:34 P. Čerešňák (EQ) 41:49 T. Mertl (PP) 51:00 J. Pour (EQ) 56:12 P. Straka (EQ) 61:51 | (0:0, 1:3, 3:1, 1:0) | 21:19 (EQ) J. Innala 22:37 (EQ) P. Nikkilä 35:50 (EQ) M. Ruokonen 45:20 (EQ) M. Nenonen | Widzów: 5 135 Sędzia główny: Andris Ansons Daniel Pražák Sędziowie liniowi: Jiří Svoboda Michal Zíka |
| Godzina: 17:00 | 2 min. kar                                                                                              |                      | 14 min. kar                                                                             | Widzów: 5 135 Sędzia główny: Andris Ansons Daniel Pražák Sędziowie liniowi: Jiří Svoboda Michal Zíka |

| 29 sierpnia 2019 | EV Zug | 5:2 | Rungsted Seier Capital | Bossard Arena, Zug |

| Szczegóły      | Szczegóły | Szczegóły       | Szczegóły                                | Szczegóły |
| -------------- | --- | --------------- | ---------------------------------------- | --- |
| Godzina: 19:45 | J. Morant (EQ) 11:06 J. Kovář (EQ) 14:22 L. Martschini (EQ) 36:55 Y-L. Albrecht (EQ) 42:55 S. Senteler (PP) 55:07 | (2:0, 1:2, 2:0) | 20:54 (EQ) M. Lucia 31:38 (PP) M. Olsson | Widzów: 4 174 Sędzia główny: Stanislav Raming Daniel Stricker Sędziowie liniowi: Balazs Kovacs Flavio Ambrosetti |
| Godzina: 19:45 | 8 min. kar |                 | 6 min. kar                               | Widzów: 4 174 Sędzia główny: Stanislav Raming Daniel Stricker Sędziowie liniowi: Balazs Kovacs Flavio Ambrosetti |

| 31 sierpnia 2019 | EV Zug | 3:4 pk. | HPK | Bossard Arena, Zug |

| Szczegóły      | Szczegóły                                                            | Szczegóły                 | Szczegóły                                                                               | Szczegóły                                                                                               |
| -------------- | -------------------------------------------------------------------- | ------------------------- | --------------------------------------------------------------------------------------- | --- |
| Godzina: 17:00 | G. Hofmann (PP2) 11:02 G. Hofmann (PP2) 39:45 D. McIntyre (EQ) 43:28 | (1:0, 1:1, 1:2, 0:0, 0:1) | 21:08 (PP0 J. Innala 41:50 (EQ) F. Krivosik 56:47 (EQ) M. Nenonen 65:00 (SO) M. Nenonen | Widzów: 4 615 Sędzia główny: Christoffer Holm Joris Müller Sędziowie liniowi: Roman Kaderli Thomas Wolf |
| Godzina: 17:00 | 6 min. kar                                                           |                           | 5 min. kar                                                                              | Widzów: 4 615 Sędzia główny: Christoffer Holm Joris Müller Sędziowie liniowi: Roman Kaderli Thomas Wolf |

| 31 sierpnia 2019 | HC Pilzno 1929 | 9:3 | Rungsted Seier Capital | Home Monitoring Aréna, Pilzno |

| Szczegóły      | Szczegóły | Szczegóły       | Szczegóły                                                        | Szczegóły                                                                                            |
| -------------- | --- | --------------- | ---------------------------------------------------------------- | --- |
| Godzina: 17:45 | R. Vlach (EQ) 00:43 M. Gulaš (EQ) 02:58 T. Mertl (PP2) 15:07 M. Gulaš (PP) 27:34 T. Mertl (EQ) 31:14 V. Němec (EQ) 38:51 M. Indrák (PS) 42:18 J. Pour (EQ) 43:57 M. Gulaš (PP) 46:09 | (3:2, 3:0, 3:1) | 09:15 (PP) N. Rosenthal 19:53 (EQ) TJ. Moore 52:05 (SH) M. Lucia | Widzów: 3 261 Sędzia główny: Andris Ansons Daniel Pražák Sędziowie liniowi: Jiří Svoboda Michal Zíka |
| Godzina: 17:45 | 14 min. kar |                 | 20 min. kar                                                      | Widzów: 3 261 Sędzia główny: Andris Ansons Daniel Pražák Sędziowie liniowi: Jiří Svoboda Michal Zíka |

| 5 września 2019 | HPK | 1:2 pd. | HC Pilzno 1929 | Pohjantähti Areena, Hämeenlinna |

| Szczegóły      | Szczegóły           | Szczegóły            | Szczegóły                               | Szczegóły     |
| -------------- | ------------------- | -------------------- | --------------------------------------- | ------------- |
| Godzina: 18:00 | C. Kunyk (EQ) 40:38 | (0:1, 0:0, 1:0, 0:1) | 05:47 (EQ) M. Gulaš 60:17 (EQ) M. Gulaš | Widzów: 2 965 |
| Godzina: 18:00 | 2 min. kar          |                      | 6 min. kar                              | Widzów: 2 965 |

| 5 września 2019 | Rungsted Seier Capital | 0:5 | EV Zug | Bitcoin Arena, Rungsted |

| Szczegóły      | Szczegóły  | Szczegóły       | Szczegóły | Szczegóły |
| -------------- | ---------- | --------------- | --- | --- |
| Godzina: 19:30 |            | (0:5, 0:0, 0:0) | 02:27 (EQ) G. Hofmann 07:24 (PP) O. Lindberg 12:40 (SH) Y-L. Albrecht 14:03 (EQ) G. Hofmann 17:52 (EQ) E. Thorell | Widzów: 910 Sędzia główny: Sören Persson Thomas Andersen Sędziowie liniowi: Andreas Kroyer Frederik Andersen |
| Godzina: 19:30 | 6 min. kar |                 | 12 min. kar | Widzów: 910 Sędzia główny: Sören Persson Thomas Andersen Sędziowie liniowi: Andreas Kroyer Frederik Andersen |

| 7 września 2019 | Rungsted Seier Capital | 2:4 | HC Pilzno 1929 | Bitcoin Arena, Rungsted |

| Szczegóły      | Szczegóły                                   | Szczegóły       | Szczegóły                                                                           | Szczegóły                                                                                            |
| -------------- | ------------------------------------------- | --------------- | ----------------------------------------------------------------------------------- | --- |
| Godzina: 18:00 | R. Andersson (EQ) 09:11 S. Hanna (EQ) 46:10 | (1:2, 0:2, 1:0) | 17:19 (EQ) M. Moravčík 19:36 (PP) M. Gulaš 20:55 (EQ) V. Němec 34:19 (EQ) M. Indrák | Widzów: 1 011 Sędzia główny: Marcus Linde Mads Frandsen Sędziowie liniowi: Rene Jensen Henrik Haurum |
| Godzina: 18:00 | 6 min. kar                                  |                 | 12 min. kar                                                                         | Widzów: 1 011 Sędzia główny: Marcus Linde Mads Frandsen Sędziowie liniowi: Rene Jensen Henrik Haurum |

| 7 września 2019 | HPK | 1:3 | EV Zug | Pohjantähti Areena, Hämeenlinna |

| Szczegóły      | Szczegóły            | Szczegóły       | Szczegóły                                                               | Szczegóły                                                                                                 |
| -------------- | -------------------- | --------------- | ----------------------------------------------------------------------- | --- |
| Godzina: 18:00 | J. Innala (PP) 39:53 | (0:1, 1:1, 0:1) | 09:29 (PP) S. Senteler 27:40 (PP) C. Klingberg 47:13 (EQ) L. Martschini | Widzów: 3 155 Sędzia główny: Viktor Birin Jari Leppäalho Sędziowie liniowi: Jere Koskela Lauri Nikulainen |
| Godzina: 18:00 | 8 min. kar           |                 | 12 min. kar                                                             | Widzów: 3 155 Sędzia główny: Viktor Birin Jari Leppäalho Sędziowie liniowi: Jere Koskela Lauri Nikulainen |

| 8 października 2019 | HPK | 2:0 | Rungsted Seier Capital | Pohjantähti Areena, Hämeenlinna |

| Szczegóły      | Szczegóły                                      | Szczegóły       | Szczegóły  | Szczegóły |
| -------------- | ---------------------------------------------- | --------------- | ---------- | --- |
| Godzina: 18:00 | M. Ronkainen (EQ) 15:51 H. Kanninen (PP) 36:14 | (1:0, 1:0, 0:0) |            | Widzów: 2 894 Sędzia główny: Vladimír Snášel Jukka-Pekka Koistinen Sędziowie liniowi: Joona Elonen Markus Hägerström |
| Godzina: 18:00 | 4 min. kar                                     |                 | 4 min. kar | Widzów: 2 894 Sędzia główny: Vladimír Snášel Jukka-Pekka Koistinen Sędziowie liniowi: Joona Elonen Markus Hägerström |

| 9 października 2019 | EV Zug | 5:2 | HC Pilzno 1929 | Bossard Arena, Zug |

| Szczegóły      | Szczegóły | Szczegóły       | Szczegóły                                   | Szczegóły |
| -------------- | --- | --------------- | ------------------------------------------- | --- |
| Godzina: 19:45 | E. Thorell (EQ) 29:19 D. Simion (PP) 31:59 L. Martschini (PP) 38:25 L. Martschini (EQ) 39:45 L. Langenegger (EQ) 47:49 | (0:1, 4:1, 1:0) | 13:11 (EQ) P. Straka 29:03 (PP) P. Čerešňák | Widzów: 4 515 Sędzia główny: Kristian Vikman Daniel Stricker Sędziowie liniowi: Marc-Henri Progin Flavio Ambrosetti |
| Godzina: 19:45 | 4 min. kar |                 | 10 min. kar                                 | Widzów: 4 515 Sędzia główny: Kristian Vikman Daniel Stricker Sędziowie liniowi: Marc-Henri Progin Flavio Ambrosetti |

| 15 października 2019 | HC Pilzno 1929 | 2:1 pk. | EV Zug | Home Monitoring Aréna, Pilzno |

| Szczegóły      | Szczegóły                               | Szczegóły                 | Szczegóły              | Szczegóły |
| -------------- | --------------------------------------- | ------------------------- | ---------------------- | --- |
| Godzina: 17:00 | M. Gulaš (EA) 58:29 M. Gulaš (SO) 65:00 | (0:0, 0:1, 1:0, 0:0, 1:0) | 21:05 (EQ) D. McIntyre | Widzów: 5 832 Sędzia główny: Vladimir Yefremov Vladimír Pešina Sędziowie liniowi: Miroslav Lhotský Jiří Svoboda |
| Godzina: 17:00 | 8 min. kar                              |                           | 2 min. kar             | Widzów: 5 832 Sędzia główny: Vladimir Yefremov Vladimír Pešina Sędziowie liniowi: Miroslav Lhotský Jiří Svoboda |

| 15 października 2019 | Rungsted Seier Capital | 3:1 | HPK | Bitcoin Arena, Rungsted |

| Szczegóły      | Szczegóły                                                        | Szczegóły       | Szczegóły             | Szczegóły                                                                                                 |
| -------------- | ---------------------------------------------------------------- | --------------- | --------------------- | --- |
| Godzina: 19:30 | R. Andersson (EQ) 17:05 M. Lucia (EQ) 25:52 TJ. Moore (PP) 31:43 | (1:0, 2:1, 0:0) | 20:09 (EQ) M. Nenonen | Widzów: 1 149 Sędzia główny: Marcus Linde Thomas Andersen Sędziowie liniowi: Andreas Krøyer Henrik Haurum |
| Godzina: 19:30 | 6 min. kar                                                       |                 | 6 min. kar            | Widzów: 1 149 Sędzia główny: Marcus Linde Thomas Andersen Sędziowie liniowi: Andreas Krøyer Henrik Haurum |

### Grupa C
| Lp. | Zespół             | M | Pkt | Z | WpD | PpD | P | G+ | G- | +/- |
| --- | ------------------ | - | --- | - | --- | --- | - | -- | -- | --- |
| 1   | Luleå HF           | 6 | 14  | 3 | 2   | 1   | 0 | 26 | 15 | +11 |
| 2   | Augsburger Panther | 6 | 12  | 2 | 2   | 2   | 0 | 18 | 15 | +3  |
| 3   | Bílí tygři Liberec | 6 | 6   | 1 | 1   | 1   | 3 | 20 | 20 | 0   |
| 4   | Belfast Giants     | 6 | 4   | 1 | 0   | 1   | 4 | 12 | 26 | -14 |

    = awans do 1/8 finału
| 29 sierpnia 2019 | Luleå HF | 2:3 pk. | Augsburger Panther | Coop Norrbotten Arena, Luleå |

| Szczegóły      | Szczegóły                                         | Szczegóły                 | Szczegóły                                                              | Szczegóły                                                                                              |
| -------------- | ------------------------------------------------- | ------------------------- | ---------------------------------------------------------------------- | --- |
| Godzina: 18:00 | P. Emanuelsson (PP) 11:47 K. Fabricius (EQ) 30:07 | (1:1, 1:0, 0:1, 0:0, 0:1) | 08:48 (EQ) J. Hafenrichter 53:12 (PP) M. Fraser 65:00 (SO) S. Sezemsky | Widzów: 3 550 Sędzia główny: Joonas Kova Tobias Björk Sędziowie liniowi: Johannes Käck Emil Yletyienen |
| Godzina: 18:00 | 6 min. kar                                        |                           | 12 min. kar                                                            | Widzów: 3 550 Sędzia główny: Joonas Kova Tobias Björk Sędziowie liniowi: Johannes Käck Emil Yletyienen |

| 29 sierpnia 2019 | Belfast Giants | 5:4 | Bílí tygři Liberec | SSE Arena, Belfast |

| Szczegóły      | Szczegóły                                                                                               | Szczegóły       | Szczegóły                                                                           | Szczegóły                                                                                             |
| -------------- | --- | --------------- | ----------------------------------------------------------------------------------- | --- |
| Godzina: 20:30 | B. Farnham (PP) 02:00 P. Wronka (EQ) 11:26 B. Ward (EQ) 23:29 C. Hamilton (PP) 39:40 B. Ward (PP) 44:31 | (2:2, 2:1, 1:1) | 07:21 (PP) L. Hudáček 16:15 (EQ) R. Knot 31:48 (PP) L. Hudáček 59:32 (EA) J. Valský | Widzów: 3 483 Sędzia główny: Marian Rohatsch Liam Sewell Sędziowie liniowi: Andrew Dalton Ryan Fraley |
| Godzina: 20:30 | 45 min. kar                                                                                             |                 | 78 min. kar                                                                         | Widzów: 3 483 Sędzia główny: Marian Rohatsch Liam Sewell Sędziowie liniowi: Andrew Dalton Ryan Fraley |

| 31 sierpnia 2019 | Luleå HF | 4:1 | Bílí tygři Liberec | Coop Norrbotten Arena, Luleå |

| Szczegóły      | Szczegóły                                                                                       | Szczegóły       | Szczegóły            | Szczegóły                                                                                              |
| -------------- | ----------------------------------------------------------------------------------------------- | --------------- | -------------------- | --- |
| Godzina: 15:30 | D. Sondell (PP2) 29:44 J. Sellgren (EQ) 38:36 E. Emanuelsson (EQ) 55:25 F. Hållander (EN) 59:32 | (0:0, 2:0, 2:1) | 50:06 (EQ) R. Marosz | Widzów: 3 275 Sędzia główny: Joonas Kova Tobias Björk Sędziowie liniowi: Jan Sandström Emil Yletyienen |
| Godzina: 15:30 | 4 min. kar                                                                                      |                 | 8 min. kar           | Widzów: 3 275 Sędzia główny: Joonas Kova Tobias Björk Sędziowie liniowi: Jan Sandström Emil Yletyienen |

| 31 sierpnia 2019 | Belfast Giants | 2:3 pd. | Augsburger Panther | SSE Arena, Belfast |

| Szczegóły      | Szczegóły                                     | Szczegóły            | Szczegóły                                                           | Szczegóły                                                                                           |
| -------------- | --------------------------------------------- | -------------------- | ------------------------------------------------------------------- | --------------------------------------------------------------------------------------------------- |
| Godzina: 20:30 | J. Smotherman (PP) 17:24 P. Wronka (EQ) 32:09 | (1:1, 1:0, 0:1, 0:1) | 06:48 (EQ) M. Fraser 43:18 (EQ) M. Sternheimer 60:31 (EQ) M. Fraser | Widzów: 5 692 Sędzia główny: Marcus Linde Pavel Halas Sędziowie liniowi: Andrew Dalton Scott Rodger |
| Godzina: 20:30 | 4 min. kar                                    |                      | 14 min. kar                                                         | Widzów: 5 692 Sędzia główny: Marcus Linde Pavel Halas Sędziowie liniowi: Andrew Dalton Scott Rodger |

| 5 września 2019 | Bílí tygři Liberec | 6:1 | Belfast Giants | Home Credit Arena, Liberec |

| Szczegóły      | Szczegóły | Szczegóły       | Szczegóły          | Szczegóły                                                                                        |
| -------------- | --- | --------------- | ------------------ | ------------------------------------------------------------------------------------------------ |
| Godzina: 19:45 | L. Hudáček (EQ) 00:39 P. Jelínek (EQ) 08:39 M. Zachar (EQ) 28:14 L. Hudáček (EQ) 29:06 R. Lenc (SH) 45:15 R. Marosz (EQ0 59:58 | (2:0, 2:1, 2:0) | 24:26 (EQ) B. Lake | Widzów: 3 314 Sędzia główny: Anssi Salonen Robin Šír Sędziowie liniowi: Jiří Ondráček Josef Špůr |
| Godzina: 19:45 | 18 min. kar |                 | 26 min. kar        | Widzów: 3 314 Sędzia główny: Anssi Salonen Robin Šír Sędziowie liniowi: Jiří Ondráček Josef Špůr |

| 6 września 2019 | Augsburger Panther | 4:5 pd. | Luleå HF | Curt-Frenzel-Stadion, Augsburg |

| Szczegóły      | Szczegóły                                                                             | Szczegóły            | Szczegóły | Szczegóły                                                                                             |
| -------------- | ------------------------------------------------------------------------------------- | -------------------- | --- | --- |
| Godzina: 18:00 | M. Fraser (PP) 11:35 D. Stieler (EQ) 37:32 M. Fraser (EQ) 48:34 A. LeBlanc (EA) 59:21 | (1:1, 1:3, 2:0, 0:1) | 05:26 (EQ) N. Gunler 20:49 (EQ) A. Ilomäki 22:56 (SH) J. Berglund 38:42 (EQ) R. Kovacs 63:33 (EQ) P. Emanuelsson | Widzów: 5 624 Sędzia główny: Manuel Nikolić Marc Iwert Sędziowie liniowi: Gabriel Gaube Andreas Hofer |
| Godzina: 18:00 | 6 min. kar                                                                            |                      | 12 min. kar | Widzów: 5 624 Sędzia główny: Manuel Nikolić Marc Iwert Sędziowie liniowi: Gabriel Gaube Andreas Hofer |

| 8 września 2019 | Bílí tygři Liberec | 4:5 pd. | Luleå HF | Home Credit Arena, Liberec |

| Szczegóły      | Szczegóły                                                                                   | Szczegóły            | Szczegóły | Szczegóły                                                                                            |
| -------------- | ------------------------------------------------------------------------------------------- | -------------------- | --- | --- |
| Godzina: 14:00 | L. Hudáček (EQ) 09:43 L. Krenželok (PP) 13:30 T. Filippi (PP) 29:54 L. Krenželok (PP) 34:26 | (2:2, 2:2, 0:0, 0:1) | 03:09 (EQ) A. Ilomäki 16:58 (PP) P. Emanuelsson 23:53 (EQ) E. Emanuelsson 35:35 (EQ) N. Lundkvist 64:43 (EQ) F. Hållander | Widzów: 4 023 Sędzia główny: Marc Wiegand Daniel Pražák Sędziowie liniowi: Jiří Ondráček Michal Zíka |
| Godzina: 14:00 | 12 min. kar                                                                                 |                      | 8 min. kar | Widzów: 4 023 Sędzia główny: Marc Wiegand Daniel Pražák Sędziowie liniowi: Jiří Ondráček Michal Zíka |

| 8 września 2019 | Augsburger Panther | 3:1 | Belfast Giants | Curt-Frenzel-Stadion, Augsburg |

| Szczegóły      | Szczegóły                                                     | Szczegóły       | Szczegóły          | Szczegóły |
| -------------- | ------------------------------------------------------------- | --------------- | ------------------ | --- |
| Godzina: 17:00 | M. Fraser (EQ) 27:38 H. Haase (EQ) 52:45 A. Payerl (EN) 59:18 | (0:0, 1:0, 2:1) | 51:21 (EQ) B. Ward | Widzów: 5 986 Sędzia główny: Andrei Schrubok André Schrader Sędziowie liniowi: Marius Wölzmüller Tobias Schwenk |
| Godzina: 17:00 | 8 min. kar                                                    |                 | 12 min. kar        | Widzów: 5 986 Sędzia główny: Andrei Schrubok André Schrader Sędziowie liniowi: Marius Wölzmüller Tobias Schwenk |

| 8 października 2019 | Augsburger Panther | 2:3 pk. | Bílí tygři Liberec | Curt-Frenzel-Stadion, Augsburg |

| Szczegóły      | Szczegóły                                      | Szczegóły                 | Szczegóły                                                   | Szczegóły |
| -------------- | ---------------------------------------------- | ------------------------- | ----------------------------------------------------------- | --- |
| Godzina: 19:30 | S. Valentine (PP) 18:22 T. Holzmann (EQ) 56:37 | (1:0, 0:1, 1:1, 0:0, 0:1) | 39:39 (EQ) R. Lenc 43:14 (EQ) A. Musil 65:00 (SO) R. Marosz | Widzów: 4 428 Sędzia główny: Kristian Nikolić Marian Rohatsch Sędziowie liniowi: Gabriel Gaube Marius Wölzmüller |
| Godzina: 19:30 | 2 min. kar                                     |                           | 4 min. kar                                                  | Widzów: 4 428 Sędzia główny: Kristian Nikolić Marian Rohatsch Sędziowie liniowi: Gabriel Gaube Marius Wölzmüller |

| 8 października 2019 | Belfast Giants | 3:6 | Luleå HF | SSE Arena, Belfast |

| Szczegóły      | Szczegóły                                                      | Szczegóły       | Szczegóły | Szczegóły                                                                                              |
| -------------- | -------------------------------------------------------------- | --------------- | --- | --- |
| Godzina: 20:30 | L. Morgan (PP) 41:49 L. Reddox (PP) 43:19 L. Reddox (EQ) 54:39 | (0:1, 0:2, 3:3) | 05:26 (EQ) J. Jalvanti 25:25 (EQ) J. Tyrväinen 37:17 (EQ) A. Farley 45:04 (EQ) R. Kovacs 46:14 (EQ) P. Emanuelsson 55:21 (PP) A. Ilomäki | Widzów: 2 274 Sędzia główny: Daniel Piechaczek Liam Sewell Sędziowie liniowi: Andrew Dalton Ilia Kisil |
| Godzina: 20:30 | 10 min. kar                                                    |                 | 20 min. kar | Widzów: 2 274 Sędzia główny: Daniel Piechaczek Liam Sewell Sędziowie liniowi: Andrew Dalton Ilia Kisil |

| 15 października 2019 | Luleå HF | 4:0 | Belfast Giants | Coop Norrbotten Arena, Luleå |

| Szczegóły      | Szczegóły                                                                                   | Szczegóły       | Szczegóły  | Szczegóły                                                                                              |
| -------------- | ------------------------------------------------------------------------------------------- | --------------- | ---------- | --- |
| Godzina: 18:00 | J. Connolly (PP) 16:12 I. Brännström (EQ) 23:18 J. Connolly (PP) 35:35 N. Gunler (EQ) 57:07 | (1:0, 2:0, 1:0) |            | Widzów: 2 755 Sędzia główny: Joonas Kova Linus Öhlund Sędziowie liniowi: Jan Sandström Emil Yletyienen |
| Godzina: 18:00 | 4 min. kar                                                                                  |                 | 8 min. kar | Widzów: 2 755 Sędzia główny: Joonas Kova Linus Öhlund Sędziowie liniowi: Jan Sandström Emil Yletyienen |

| 16 października 2019 | Bílí tygři Liberec | 2:3 | Augsburger Panther | Home Credit Arena, Liberec |

| Szczegóły      | Szczegóły                                   | Szczegóły       | Szczegóły                                                         | Szczegóły                                                                                           |
| -------------- | ------------------------------------------- | --------------- | ----------------------------------------------------------------- | --------------------------------------------------------------------------------------------------- |
| Godzina: 19:30 | L. Hudáček (EQ) 06:32 L. Hudáček (EQ) 19:57 | (2:1, 0:1, 0:1) | 02:14 (EQ) P. McNeill 34:53 (EQ) S. Sezemsky 58:51 (EN) M. Fraser | Widzów: 5 733 Sędzia główny: Vladimir Yefremov Adam Kika Sędziowie liniowi: Daniel Hynek Josef Špůr |
| Godzina: 19:30 | 14 min. kar                                 |                 | 10 min. kar                                                       | Widzów: 5 733 Sędzia główny: Vladimir Yefremov Adam Kika Sędziowie liniowi: Daniel Hynek Josef Špůr |

### Grupa D
| Lp. | Zespół              | M | Pkt | Z | WpD | PpD | P | G+ | G- | +/- |
| --- | ------------------- | - | --- | - | --- | --- | - | -- | -- | --- |
| 1   | Lausanne HC         | 6 | 12  | 2 | 2   | 2   | 0 | 20 | 17 | +3  |
| 2   | HK Junost' Mińsk    | 6 | 9   | 2 | 1   | 1   | 2 | 15 | 17 | -2  |
| 3   | HC Oceláři Trzyniec | 6 | 8   | 2 | 1   | 0   | 3 | 17 | 14 | +3  |
| 4   | Pelicans Lahti      | 6 | 7   | 1 | 1   | 2   | 2 | 16 | 20 | -4  |

    = awans do 1/8 finału
| 30 sierpnia 2019 | HK Junost' Mińsk | 3:2 pd. | Lausanne HC | Cziżowka-Ariena, Mińsk |

| Szczegóły      | Szczegóły                                                          | Szczegóły            | Szczegóły                                    | Szczegóły |
| -------------- | ------------------------------------------------------------------ | -------------------- | -------------------------------------------- | --- |
| Godzina: 18:00 | W. Kaszkar (EQ) 41:11 D. Tsyganow (EQ) 46:50 D. Antonow (EQ) 62:42 | (0:0, 0:0, 2:2, 1:0) | 51:39 (EQ) J. Jooris 56:25 (PP) Ch. Bertschy | Widzów: 3 152 Sędzia główny: Pierre Dehaen Vladimir Nalivaiko Sędziowie liniowi: Artsiom Labzou Mikita Paliakou |
| Godzina: 18:00 | 6 min. kar                                                         |                      | 8 min. kar                                   | Widzów: 3 152 Sędzia główny: Pierre Dehaen Vladimir Nalivaiko Sędziowie liniowi: Artsiom Labzou Mikita Paliakou |

| 30 sierpnia 2019 | Pelicans Lahti | 1:0 | HC Oceláři Trzyniec | Isku Areena, Lahti |

| Szczegóły      | Szczegóły               | Szczegóły       | Szczegóły   | Szczegóły                                                                                                   |
| -------------- | ----------------------- | --------------- | ----------- | --- |
| Godzina: 18:00 | H. Björninen (PP) 44:05 | (0:0, 0:0, 1:0) |             | Widzów: 3 682 Sędzia główny: Lasse Kopitz Mikko Kaukokari Sędziowie liniowi: Joona Elonen Markus Hägerström |
| Godzina: 18:00 | 6 min. kar              |                 | 14 min. kar | Widzów: 3 682 Sędzia główny: Lasse Kopitz Mikko Kaukokari Sędziowie liniowi: Joona Elonen Markus Hägerström |

| 1 września 2019 | HK Junost' Mińsk | 2:0 | HC Oceláři Trzyniec | Cziżowka-Ariena, Mińsk |

| Szczegóły      | Szczegóły                                         | Szczegóły       | Szczegóły   | Szczegóły                                                                                            |
| -------------- | ------------------------------------------------- | --------------- | ----------- | --- |
| Godzina: 16:00 | N. Mickiewicz (EQ) 23:30 A. Geraszenko (PP) 40:35 | (0:0, 1:0, 1:0) |             | Widzów: 3 477 Sędzia główny: Pierre Dehaen Petr Amosov Sędziowie liniowi: Sidor Krytski Nazar Slezov |
| Godzina: 16:00 | 6 min. kar                                        |                 | 24 min. kar | Widzów: 3 477 Sędzia główny: Pierre Dehaen Petr Amosov Sędziowie liniowi: Sidor Krytski Nazar Slezov |

| 1 września 2019 | Pelicans Lahti | 4:5 pk. | Lausanne HC | Isku Areena, Lahti |

| Szczegóły      | Szczegóły                                                                                | Szczegóły                 | Szczegóły | Szczegóły                                                                                              |
| -------------- | ---------------------------------------------------------------------------------------- | ------------------------- | --- | --- |
| Godzina: 18:00 | A. Mustonen (PP2) 26:25 W. Merelä (PP) 28:03 J. Ylönen (EQ) 37:51 O. Nieminen (EQ) 42:32 | (0:1, 3:0, 1:3, 0:0, 0:1) | 02:12 (EQ) Y. Herren 40:50 (EQ) P. Lindbohm 43:06 (EQ) J. Vermin 54:11 (EQ) J. Jooris 65:00 (SO) Ch. Bertschy | Widzów: 3 412 Sędzia główny: Lasse Kopitz Mikko Kaukokari Sędziowie liniowi: Henri Neva Hannu Sormunen |
| Godzina: 18:00 | 12 min. kar                                                                              |                           | 16 min. kar                                                                                                   | Widzów: 3 412 Sędzia główny: Lasse Kopitz Mikko Kaukokari Sędziowie liniowi: Henri Neva Hannu Sormunen |

| 6 września 2019 | HC Oceláři Trzyniec | 5:3 | Pelicans Lahti | Werk Arena, Trzyniec |

| Szczegóły      | Szczegóły | Szczegóły       | Szczegóły                                                          | Szczegóły                                                                                             |
| -------------- | --- | --------------- | ------------------------------------------------------------------ | --- |
| Godzina: 18:00 | T. Kundrátek (PP2) 39:54 P. Hrehorčák (EQ) 42:43 J. Polanský (EQ) 45:27 M. Doudera (EQ) 47:03 T. Marcinko (PP) 59:13 | (0:2, 1:1, 4:0) | 03:45 (EQ) J. Tanus 10:57 (EQ) S. Lahtinen 20:38 (PP) H. Björninen | Widzów: 3 868 Sędzia główny: Miroslav Stolc Antonín Jeřábek Sędziowie liniowi: Jiří Gebauer Milan Kis |
| Godzina: 18:00 | 8 min. kar |                 | 14 min. kar                                                        | Widzów: 3 868 Sędzia główny: Miroslav Stolc Antonín Jeřábek Sędziowie liniowi: Jiří Gebauer Milan Kis |

| 6 września 2019 | Lausanne HC | 3:2 | HK Junost' Mińsk | Patinoire d’Yverdon, Lozanna |

| Szczegóły      | Szczegóły                                                  | Szczegóły       | Szczegóły                                  | Szczegóły                                                                                                   |
| -------------- | ---------------------------------------------------------- | --------------- | ------------------------------------------ | --- |
| Godzina: 19:45 | T. Moy (PP) 15:31 L. Frick (PP) 23:37 J. Vermin (SH) 34:21 | (1:0, 2:1, 0:1) | 24:31 (EQ) M. Malcew 52:24 (EQ) W. Kaszkar | Widzów: 1 134 Sędzia główny: Daniel Rencz Micha Hebeisen Sędziowie liniowi: Marc-Henri Progin Daniel Duarte |
| Godzina: 19:45 | 12 min. kar                                                |                 | 12 min. kar                                | Widzów: 1 134 Sędzia główny: Daniel Rencz Micha Hebeisen Sędziowie liniowi: Marc-Henri Progin Daniel Duarte |

| 8 września 2019 | Lausanne HC | 4:3 pk. | Pelicans Lahti | Patinoire d’Yverdon, Lozanna |

| Szczegóły      | Szczegóły                                                                             | Szczegóły                 | Szczegóły                                                              | Szczegóły                                                                                                |
| -------------- | ------------------------------------------------------------------------------------- | ------------------------- | ---------------------------------------------------------------------- | --- |
| Godzina: 15:45 | Y. Herren (EQ) 24:49 C. Emmerton (PP) 48:55 J. Jooris (EQ) 55:18 Y. Herren (SO) 65:00 | (0:1, 1:1, 2:1, 0:0, 1:0) | 17:25 (EQ) T. Vartiainen 31:04 (EQ) J. Aaltonen 59:37 (PP) J. Mankinen | Widzów: 1 298 Sędzia główny: Mikael Nord Michael Tscherring Sędziowie liniowi: Roman Kaderli Thomas Wolf |
| Godzina: 15:45 | 8 min. kar                                                                            |                           | 8 min. kar                                                             | Widzów: 1 298 Sędzia główny: Mikael Nord Michael Tscherring Sędziowie liniowi: Roman Kaderli Thomas Wolf |

| 8 września 2019 | HC Oceláři Trzyniec | 7:2 | HK Junost' Mińsk | Werk Arena, Trzyniec |

| Szczegóły      | Szczegóły | Szczegóły       | Szczegóły                                       | Szczegóły                                                                                         |
| -------------- | --- | --------------- | ----------------------------------------------- | ------------------------------------------------------------------------------------------------- |
| Godzina: 17:00 | E. Hrňa (PP) 01:06 O. Kovařčík (EQ) 10:35 T. Marcinko (EQ) 19:24 M. Adámek (EQ) 26:56 D. Kofroň (EQ) 27:23 M. Adamský (EQ) 58:11 M. Stránský (PP2) 59:51 | (3:0, 2:2, 2:0) | 31:56 (PP) M. Malcew 33:12 (PP) M. Parfiejewiec | Widzów: 3 973 Sędzia główny: Michael Baca René Hradil Sędziowie liniowi: Jiří Gebauer Vít Lederer |
| Godzina: 17:00 | 6 min. kar |                 | 8 min. kar                                      | Widzów: 3 973 Sędzia główny: Michael Baca René Hradil Sędziowie liniowi: Jiří Gebauer Vít Lederer |

| 9 października 2019 | HC Oceláři Trzyniec | 2:1 pd. | Lausanne HC | Werk Arena, Trzyniec |

| Szczegóły      | Szczegóły                                  | Szczegóły            | Szczegóły             | Szczegóły                                                                                           |
| -------------- | ------------------------------------------ | -------------------- | --------------------- | --------------------------------------------------------------------------------------------------- |
| Godzina: 17:00 | E. Hrňa (PP2) 06:48 M. Stránský (EQ) 63:29 | (1:0, 0:1, 0:0, 1:0) | 33:22 (EQ) J. Genazzi | Widzów: 3 702 Sędzia główny: Peter Stano Oldřich Hejduk Sędziowie liniowi: Jiří Gebauer Vít Lederer |
| Godzina: 17:00 | 4 min. kar                                 |                      | 12 min. kar           | Widzów: 3 702 Sędzia główny: Peter Stano Oldřich Hejduk Sędziowie liniowi: Jiří Gebauer Vít Lederer |

| 9 października 2019 | Pelicans Lahti | 2:4 | HK Junost' Mińsk | Isku Areena, Lahti |

| Szczegóły      | Szczegóły                               | Szczegóły       | Szczegóły                                                                                        | Szczegóły |
| -------------- | --------------------------------------- | --------------- | ------------------------------------------------------------------------------------------------ | --- |
| Godzina: 18:00 | J. Hari (EQ) 01:29 J. Ylönen (PP) 50:55 | (1:1, 0:2, 1:1) | 05:32 (EQ) D. Cyganow 22:17 (EQ) M. Stefanowicz 32:47 (PP) S. Łopaczuk 49:30 (PP) M. Stefanowicz | Widzów: 3 043 Sędzia główny: Vladimír Snášel Jari Leppäalho Sędziowie liniowi: Tommi Niittylä Lauri Nikulainen |
| Godzina: 18:00 | 10 min. kar                             |                 | 10 min. kar                                                                                      | Widzów: 3 043 Sędzia główny: Vladimír Snášel Jari Leppäalho Sędziowie liniowi: Tommi Niittylä Lauri Nikulainen |

| 15 października 2019 | HK Junost' Mińsk | 2:3 pk. | Pelicans Lahti | Cziżowka-Ariena, Mińsk |

| Szczegóły      | Szczegóły                                       | Szczegóły                 | Szczegóły                                                                 | Szczegóły |
| -------------- | ----------------------------------------------- | ------------------------- | ------------------------------------------------------------------------- | --- |
| Godzina: 18:00 | N. Mickiewicz (EQ) 28:40 J. Nogaczow (PP) 29:21 | (0:1, 2:1, 0:0, 0:0, 0:1) | 00:55 (EQ) A. Mustonen 20:47 (EQ) M-P. Saarelainen 65:00 (SO) S. Lahtinen | Widzów: 3 812 Sędzia główny: Milan Zrnić Vladimir Nalivaiko Sędziowie liniowi: Artsiom Labzou Mikita Paliakou |
| Godzina: 18:00 | 8 min. kar                                      |                           | 32 min. kar                                                               | Widzów: 3 812 Sędzia główny: Milan Zrnić Vladimir Nalivaiko Sędziowie liniowi: Artsiom Labzou Mikita Paliakou |

| 15 października 2019 | Lausanne HC | 5:3 | HC Oceláři Trzyniec | Vaudoise Aréna, Lozanna |

| Szczegóły      | Szczegóły | Szczegóły       | Szczegóły                                                     | Szczegóły                                                                                                  |
| -------------- | --- | --------------- | ------------------------------------------------------------- | --- |
| Godzina: 19:45 | Ch. Bertschy (EQ) 03:34 V. Oejdemark (EQ) 13:55 C. Emmerton (PP2) 23:28 R. Kenins (EQ) 48:05 P. Lindbohm (PP2) 59:59 | (2:1, 1:1, 2:1) | 12:59 (PP) E. Hrňa 25:25 (EQ) M. Kovařčík 52:15 (EQ) P. Vrána | Widzów: 4 444 Sędzia główny: Christian Persson Marc Wiegand Sędziowie liniowi: Balazs Kovacs Eric Cattaneo |
| Godzina: 19:45 | 16 min. kar |                 | 16 min. kar                                                   | Widzów: 4 444 Sędzia główny: Christian Persson Marc Wiegand Sędziowie liniowi: Balazs Kovacs Eric Cattaneo |

### Grupa E
| Lp. | Zespół            | M | Pkt | Z | WpD | PpD | P | G+ | G- | +/- |
| --- | ----------------- | - | --- | - | --- | --- | - | -- | -- | --- |
| 1   | Skellefteå AIK    | 6 | 11  | 2 | 2   | 1   | 1 | 19 | 14 | +5  |
| 2   | SC Bern           | 6 | 11  | 2 | 1   | 3   | 0 | 17 | 14 | +3  |
| 3   | Kärpät            | 6 | 11  | 2 | 2   | 1   | 1 | 18 | 13 | +5  |
| 4   | Brûleurs de Loups | 6 | 3   | 1 | 0   | 0   | 5 | 8  | 21 | -13 |

    = awans do 1/8 finału
| 30 sierpnia 2019 | Kärpät | 3:1 | Brûleurs de Loups | Oulun Energia Areena, Oulu |

| Szczegóły      | Szczegóły   | Szczegóły       | Szczegóły   | Szczegóły                                                                                                 |
| -------------- | ----------- | --------------- | ----------- | --- |
| Godzina: 18:00 |             | (2:0, 0:0, 1:1) |             | Widzów: 4 392 Sędzia główny: Mads Frandsen Kristian Vikman Sędziowie liniowi: Santeri Orava Jussi Thomann |
| Godzina: 18:00 | 10 min. kar |                 | 14 min. kar | Widzów: 4 392 Sędzia główny: Mads Frandsen Kristian Vikman Sędziowie liniowi: Santeri Orava Jussi Thomann |

| 30 sierpnia 2019 | Skellefteå AIK | 3:2 pk. | SC Bern | Skellefteå Kraft Arena, Skellefteå |

| Szczegóły      | Szczegóły   | Szczegóły                 | Szczegóły   | Szczegóły                                                                                            |
| -------------- | ----------- | ------------------------- | ----------- | --- |
| Godzina: 18:00 |             | (0:0, 0:0, 2:2, 0:0, 1:0) |             | Widzów: 2 190 Sędzia główny: Joonas Kova Linus Öhlund Sędziowie liniowi: Johannes Käck Jan Sandström |
| Godzina: 18:00 | 10 min. kar |                           | 31 min. kar | Widzów: 2 190 Sędzia główny: Joonas Kova Linus Öhlund Sędziowie liniowi: Johannes Käck Jan Sandström |

| 1 września 2019 | Skellefteå AIK | 1:2 | Brûleurs de Loups | Skellefteå Kraft Arena, Skellefteå |

| Szczegóły      | Szczegóły   | Szczegóły       | Szczegóły   | Szczegóły                                                                                              |
| -------------- | ----------- | --------------- | ----------- | --- |
| Godzina: 16:00 |             | (0:1, 0:0, 1:1) |             | Widzów: 1 887 Sędzia główny: Joonas Kova Tobias Björk Sędziowie liniowi: Johannes Käck Emil Yletyienen |
| Godzina: 16:00 | 14 min. kar |                 | 16 min. kar | Widzów: 1 887 Sędzia główny: Joonas Kova Tobias Björk Sędziowie liniowi: Johannes Käck Emil Yletyienen |

| 1 września 2019 | Kärpät | 2:3 pd. | SC Bern | Oulun Energia Areena, Oulu |

| Szczegóły      | Szczegóły  | Szczegóły            | Szczegóły  | Szczegóły                                                                                                 |
| -------------- | ---------- | -------------------- | ---------- | --- |
| Godzina: 18:00 |            | (2:0, 0:1, 0:1, 0:1) |            | Widzów: 4 531 Sędzia główny: Mads Frandsen Kristian Vikman Sędziowie liniowi: Santeri Orava Jussi Thomann |
| Godzina: 18:00 | 4 min. kar |                      | 6 min. kar | Widzów: 4 531 Sędzia główny: Mads Frandsen Kristian Vikman Sędziowie liniowi: Santeri Orava Jussi Thomann |

| 5 września 2019 | Brûleurs de Loups | 2:6 | Kärpät | Patinoire Pôle Sud, Grenoble |

| Szczegóły      | Szczegóły   | Szczegóły       | Szczegóły   | Szczegóły |
| -------------- | ----------- | --------------- | ----------- | --- |
| Godzina: 19:30 |             | (1:1, 0:3, 1:2) |             | Widzów: 2 400 Sędzia główny: Nicolas Fluri Geoffrey Barcelo Sędziowie liniowi: Clément Goncalves Nicolas Constantineau |
| Godzina: 19:30 | 14 min. kar |                 | 10 min. kar | Widzów: 2 400 Sędzia główny: Nicolas Fluri Geoffrey Barcelo Sędziowie liniowi: Clément Goncalves Nicolas Constantineau |

| 5 września 2019 | SC Bern | 4:5 pk. | Skellefteå AIK | PostFinance-Arena, Berno |

| Szczegóły      | Szczegóły  | Szczegóły                 | Szczegóły  | Szczegóły                                                                                                   |
| -------------- | ---------- | ------------------------- | ---------- | --- |
| Godzina: 19:45 |            | (1:1, 2:3, 1:0, 0:0, 0:1) |            | Widzów: 5 046 Sędzia główny: Mikko Kaukokari Ken Mollard Sędziowie liniowi: Roman Kaderli Marc-Henri Progin |
| Godzina: 19:45 | 4 min. kar |                           | 6 min. kar | Widzów: 5 046 Sędzia główny: Mikko Kaukokari Ken Mollard Sędziowie liniowi: Roman Kaderli Marc-Henri Progin |

| 7 września 2019 | SC Bern | 1:2 pk. | Kärpät | PostFinance-Arena, Berno |

| Szczegóły      | Szczegóły  | Szczegóły                 | Szczegóły   | Szczegóły                                                                                                  |
| -------------- | ---------- | ------------------------- | ----------- | --- |
| Godzina: 17:00 |            | (1:0, 0:1, 0:0, 0:0, 0:1) |             | Widzów: 5 059 Sędzia główny: Mikael Nord Michael Tscherring Sędziowie liniowi: Eric Cattaneo Roman Kaderli |
| Godzina: 17:00 | 6 min. kar |                           | 12 min. kar | Widzów: 5 059 Sędzia główny: Mikael Nord Michael Tscherring Sędziowie liniowi: Eric Cattaneo Roman Kaderli |

| 7 września 2019 | Brûleurs de Loups | 1:4 | Skellefteå AIK | Patinoire Pôle Sud, Grenoble |

| Szczegóły      | Szczegóły  | Szczegóły       | Szczegóły   | Szczegóły                                                                                                |
| -------------- | ---------- | --------------- | ----------- | --- |
| Godzina: 19:30 |            | (0:1, 1:1, 0:2) |             | Widzów: 2 982 Sędzia główny: Daniel Rencz Nicolas Cregut Sędziowie liniowi: Thomas Caillot Joris Barcelo |
| Godzina: 19:30 | 6 min. kar |                 | 10 min. kar | Widzów: 2 982 Sędzia główny: Daniel Rencz Nicolas Cregut Sędziowie liniowi: Thomas Caillot Joris Barcelo |

| 8 października 2019 | Skellefteå AIK | 2:0 | Kärpät | Skellefteå Kraft Arena, Skellefteå |

| Szczegóły      | Szczegóły  | Szczegóły       | Szczegóły  | Szczegóły                                                                                             |
| -------------- | ---------- | --------------- | ---------- | --- |
| Godzina: 18:00 |            | (1:0, 0:0, 1:0) |            | Widzów: 2 317 Sędzia główny: Mark Lemelin Tobias Björk Sędziowie liniowi: Johannes Käck Jan Sandström |
| Godzina: 18:00 | 4 min. kar |                 | 4 min. kar | Widzów: 2 317 Sędzia główny: Mark Lemelin Tobias Björk Sędziowie liniowi: Johannes Käck Jan Sandström |

| 8 października 2019 | SC Bern | 4:1 | Brûleurs de Loups | PostFinance-Arena, Berno |

| Szczegóły      | Szczegóły  | Szczegóły       | Szczegóły  | Szczegóły |
| -------------- | ---------- | --------------- | ---------- | --- |
| Godzina: 19:45 |            | (1:0, 1:0, 2:1) |            | Widzów: 6 779 Sędzia główny: Kristian Vikman Ken Mollard Sędziowie liniowi: Marc-Henri Progin Dominik Schlegel |
| Godzina: 19:45 | 2 min. kar |                 | 8 min. kar | Widzów: 6 779 Sędzia główny: Kristian Vikman Ken Mollard Sędziowie liniowi: Marc-Henri Progin Dominik Schlegel |

| 15 października 2019 | Kärpät | 5:4 pk. | Skellefteå AIK | Oulun Energia Areena, Oulu |

| Szczegóły      | Szczegóły  | Szczegóły                 | Szczegóły   | Szczegóły                                                                                                |
| -------------- | ---------- | ------------------------- | ----------- | --- |
| Godzina: 18:00 |            | (2:1, 1:2, 1:1, 0:0, 1:0) |             | Widzów: 4 486 Sędzia główny: Lasse Kopitz Lasse Heikkinen Sędziowie liniowi: Santeri Orava Jussi Thomann |
| Godzina: 18:00 | 6 min. kar |                           | 12 min. kar | Widzów: 4 486 Sędzia główny: Lasse Kopitz Lasse Heikkinen Sędziowie liniowi: Santeri Orava Jussi Thomann |

| 15 października 2019 | Brûleurs de Loups | 1:3 | SC Bern | Patinoire Pôle Sud, Grenoble |

| Szczegóły      | Szczegóły   | Szczegóły       | Szczegóły  | Szczegóły |
| -------------- | ----------- | --------------- | ---------- | --- |
| Godzina: 19:30 |             | (1:1, 0:1, 0:1) |            | Widzów: 2 692 Sędzia główny: Aleksi Rantala Geoffrey Barcelo Sędziowie liniowi: Clément Goncalves Nicolas Constantineau |
| Godzina: 19:30 | 16 min. kar |                 | 2 min. kar | Widzów: 2 692 Sędzia główny: Aleksi Rantala Geoffrey Barcelo Sędziowie liniowi: Clément Goncalves Nicolas Constantineau |

### Grupa F
| Lp. | Zespół          | M | Pkt | Z | WpD | PpD | P | G+ | G- | +/- |
| --- | --------------- | - | --- | - | --- | --- | - | -- | -- | --- |
| 1   | Adler Mannheim  | 6 | 14  | 4 | 1   | 0   | 1 | 23 | 10 | +13 |
| 2   | Djurgårdens IF  | 6 | 12  | 4 | 0   | 0   | 2 | 20 | 14 | +6  |
| 3   | Vienna Capitals | 6 | 6   | 2 | 0   | 0   | 4 | 15 | 21 | -6  |
| 4   | GKS Tychy       | 6 | 4   | 1 | 0   | 1   | 4 | 10 | 23 | -13 |

    = awans do 1/8 finału
| 30 sierpnia 2019 | Vienna Capitals | 1:6 | Adler Mannheim | Erste Bank Arena, Wiedeń |

| Szczegóły      | Szczegóły  | Szczegóły       | Szczegóły   | Szczegóły                                                                                                   |
| -------------- | ---------- | --------------- | ----------- | --- |
| Godzina: 19:30 |            | (0:3, 0:2, 1:1) |             | Widzów: 3 950 Sędzia główny: Vladimír Baluška Ladislav Smetana Sędziowie liniowi: Daniel Soos Elias Seewald |
| Godzina: 19:30 | 6 min. kar |                 | 10 min. kar | Widzów: 3 950 Sędzia główny: Vladimír Baluška Ladislav Smetana Sędziowie liniowi: Daniel Soos Elias Seewald |

| 30 sierpnia 2019 | GKS Tychy | 2:6 | Djurgårdens IF | Stadion Zimowy w Tychach, Tychy |

| Szczegóły      | Szczegóły   | Szczegóły       | Szczegóły  | Szczegóły |
| -------------- | ----------- | --------------- | ---------- | --- |
| Godzina: 20:00 |             | (1:2, 0:0, 1:4) |            | Widzów: 2 135 Sędzia główny: René Hradil Bartosz Kaczmarek Sędziowie liniowi: Andrzej Nenko Dariusz Pobozniak |
| Godzina: 20:00 | 16 min. kar |                 | 8 min. kar | Widzów: 2 135 Sędzia główny: René Hradil Bartosz Kaczmarek Sędziowie liniowi: Andrzej Nenko Dariusz Pobozniak |

| 1 września 2019 | GKS Tychy | 2:3 pd. | Adler Mannheim | Stadion Zimowy w Tychach, Tychy |

| Szczegóły      | Szczegóły   | Szczegóły            | Szczegóły   | Szczegóły                                                                                             |
| -------------- | ----------- | -------------------- | ----------- | --- |
| Godzina: 17:30 |             | (1:0, 1:2, 0:0, 0:1) |             | Widzów: 2 342 Sędzia główny: Roman Mrkva Michael Baca Sędziowie liniowi: Rafał Noworyta Mateusz Bucki |
| Godzina: 17:30 | 16 min. kar |                      | 20 min. kar | Widzów: 2 342 Sędzia główny: Roman Mrkva Michael Baca Sędziowie liniowi: Rafał Noworyta Mateusz Bucki |

| 1 września 2019 | Vienna Capitals | 1:2 | Djurgårdens IF | Erste Bank Arena, Wiedeń |

| Szczegóły      | Szczegóły  | Szczegóły       | Szczegóły  | Szczegóły                                                                                                 |
| -------------- | ---------- | --------------- | ---------- | --- |
| Godzina: 18:00 |            | (1:0, 0:1, 0:1) |            | Widzów: 2 600 Sędzia główny: Peter Stano Trpimir Piragić Sędziowie liniowi: Gasper Jaka Zgonc Attila Nagy |
| Godzina: 18:00 | 8 min. kar |                 | 8 min. kar | Widzów: 2 600 Sędzia główny: Peter Stano Trpimir Piragić Sędziowie liniowi: Gasper Jaka Zgonc Attila Nagy |

| 6 września 2019 | Djurgårdens IF | 3:6 | Vienna Capitals | Hovet, Sztokholm |

| Szczegóły      | Szczegóły   | Szczegóły       | Szczegóły   | Szczegóły |
| -------------- | ----------- | --------------- | ----------- | --- |
| Godzina: 18:00 |             | (1:1, 1:2, 1:3) |             | Widzów: 2 123 Sędzia główny: Gordon Schukies Andreas Harnebring Sędziowie liniowi: Daniel Persson Örjan Åhlen |
| Godzina: 18:00 | 10 min. kar |                 | 18 min. kar | Widzów: 2 123 Sędzia główny: Gordon Schukies Andreas Harnebring Sędziowie liniowi: Daniel Persson Örjan Åhlen |

| 6 września 2019 | Adler Mannheim | 5:0 | GKS Tychy | SAP Arena, Mannheim |

| Szczegóły      | Szczegóły  | Szczegóły       | Szczegóły   | Szczegóły                                                                                                 |
| -------------- | ---------- | --------------- | ----------- | --- |
| Godzina: 19:30 |            | (4:0, 0:0, 1:0) |             | Widzów: 7 752 Sędzia główny: Andrei Schrubok André Schrader Sędziowie liniowi: Kai Jürgens Andreas Kowert |
| Godzina: 19:30 | 2 min. kar |                 | 10 min. kar | Widzów: 7 752 Sędzia główny: Andrei Schrubok André Schrader Sędziowie liniowi: Kai Jürgens Andreas Kowert |

| 8 września 2019 | Djurgårdens IF | 2:0 | GKS Tychy | Hovet, Sztokholm |

| Szczegóły      | Szczegóły   | Szczegóły       | Szczegóły   | Szczegóły                                                                                               |
| -------------- | ----------- | --------------- | ----------- | --- |
| Godzina: 15:00 |             | (0:0, 1:0, 1:0) |             | Widzów: 2 684 Sędzia główny: Trpimir Piragić Daniel Winge Sędziowie liniowi: Gustav Jonsson Örjan Åhlen |
| Godzina: 15:00 | 18 min. kar |                 | 14 min. kar | Widzów: 2 684 Sędzia główny: Trpimir Piragić Daniel Winge Sędziowie liniowi: Gustav Jonsson Örjan Åhlen |

| 8 września 2019 | Adler Mannheim | 4:0 | Vienna Capitals | SAP Arena, Mannheim |

| Szczegóły      | Szczegóły  | Szczegóły       | Szczegóły   | Szczegóły                                                                                                   |
| -------------- | ---------- | --------------- | ----------- | --- |
| Godzina: 16:00 |            | (1:0, 1:0, 2:0) |             | Widzów: 8 051 Sędzia główny: Andris Ansons Marc Iwert Sędziowie liniowi: Joep Leermakers Christopher Hurtik |
| Godzina: 16:00 | 8 min. kar |                 | 37 min. kar | Widzów: 8 051 Sędzia główny: Andris Ansons Marc Iwert Sędziowie liniowi: Joep Leermakers Christopher Hurtik |

| 8 października 2019 | Djurgårdens IF | 6:3 | Adler Mannheim | Hovet, Sztokholm |

| Szczegóły      | Szczegóły   | Szczegóły       | Szczegóły   | Szczegóły                                                                                                  |
| -------------- | ----------- | --------------- | ----------- | --- |
| Godzina: 18:00 |             | (3:0, 1:3, 2:0) |             | Widzów: 2 584 Sędzia główny: Miroslav Stolc Mikael Andersson Sędziowie liniowi: Emil Wernström Örjan Åhlen |
| Godzina: 18:00 | 16 min. kar |                 | 18 min. kar | Widzów: 2 584 Sędzia główny: Miroslav Stolc Mikael Andersson Sędziowie liniowi: Emil Wernström Örjan Åhlen |

| 8 października 2019 | GKS Tychy | 4:2 | Vienna Capitals | Stadion Zimowy w Tychach, Tychy |

| Szczegóły      | Szczegóły  | Szczegóły       | Szczegóły  | Szczegóły                                                                                                |
| -------------- | ---------- | --------------- | ---------- | --- |
| Godzina: 18:00 |            | (0:1, 3:1, 1:0) |            | Widzów: 2 425 Sędzia główny: Robin Šír Bartosz Kaczmarek Sędziowie liniowi: Rafał Noworyta Mateusz Bucki |
| Godzina: 18:00 | 8 min. kar |                 | 8 min. kar | Widzów: 2 425 Sędzia główny: Robin Šír Bartosz Kaczmarek Sędziowie liniowi: Rafał Noworyta Mateusz Bucki |

| 15 października 2019 | Adler Mannheim | 2:1 | Djurgårdens IF | SAP Arena, Mannheim |

| Szczegóły      | Szczegóły   | Szczegóły       | Szczegóły  | Szczegóły |
| -------------- | ----------- | --------------- | ---------- | --- |
| Godzina: 19:30 |             | (2:0, 0:1, 0:0) |            | Widzów: 8 764 Sędzia główny: Daniel Stricker Marian Rohatsch Sędziowie liniowi: Joep Leermakers Patrick Laguzov |
| Godzina: 19:30 | 10 min. kar |                 | 6 min. kar | Widzów: 8 764 Sędzia główny: Daniel Stricker Marian Rohatsch Sędziowie liniowi: Joep Leermakers Patrick Laguzov |

| 15 października 2019 | Vienna Capitals | 5:2 | GKS Tychy | Erste Bank Arena, Wiedeń |

| Szczegóły      | Szczegóły  | Szczegóły       | Szczegóły  | Szczegóły                                                                                                 |
| -------------- | ---------- | --------------- | ---------- | --- |
| Godzina: 19:30 |            | (2:1, 1:1, 2:0) |            | Widzów: 2 850 Sędzia główny: Ivan Fateev Manuel Nikolić Sędziowie liniowi: Daniel Soos Kevin Kontschieder |
| Godzina: 19:30 | 2 min. kar |                 | 6 min. kar | Widzów: 2 850 Sędzia główny: Ivan Fateev Manuel Nikolić Sędziowie liniowi: Daniel Soos Kevin Kontschieder |

### Grupa G
| Lp. | Zespół                 | M | Pkt | Z | WpD | PpD | P | G+ | G- | +/- |
| --- | ---------------------- | - | --- | - | --- | --- | - | -- | -- | --- |
| 1   | EHC Red Bull Monachium | 6 | 12  | 3 | 1   | 1   | 1 | 14 | 9  | +5  |
| 2   | Färjestad BK           | 6 | 11  | 3 | 1   | 0   | 2 | 17 | 10 | +7  |
| 3   | HC Ambrì-Piotta        | 6 | 10  | 3 | 0   | 2   | 1 | 13 | 12 | +1  |
| 4   | HC 05 Banská Bystrica  | 6 | 3   | 0 | 1   | 1   | 4 | 10 | 23 | -13 |

    = awans do 1/8 finału
| 29 sierpnia 2019 | Färjestad BK | 6:1 | HC 05 Banská Bystrica | Löfbergs Arena, Karlstad |

| Szczegóły      | Szczegóły   | Szczegóły       | Szczegóły   | Szczegóły                                                                                                  |
| -------------- | ----------- | --------------- | ----------- | --- |
| Godzina: 18:00 |             | (3:0, 1:1, 2:0) |             | Widzów: 2 409 Sędzia główny: Roy Stian Hansen Mikael Nord Sędziowie liniowi: Andreas Malmqvist Örjan Åhlen |
| Godzina: 18:00 | 33 min. kar |                 | 37 min. kar | Widzów: 2 409 Sędzia główny: Roy Stian Hansen Mikael Nord Sędziowie liniowi: Andreas Malmqvist Örjan Åhlen |

| 29 sierpnia 2019 | EHC Red Bull Monachium | 3:0 | HC Ambrì-Piotta | Olympia-Eissportzentrum, Monachium |

| Szczegóły      | Szczegóły   | Szczegóły       | Szczegóły   | Szczegóły                                                                                                 |
| -------------- | ----------- | --------------- | ----------- | --- |
| Godzina: 19:30 |             | (1:0, 1:0, 1:0) |             | Widzów: 4 210 Sędzia główny: Miroslav Stolc André Schrader Sędziowie liniowi: Gabriel Gaube Andreas Hofer |
| Godzina: 19:30 | 12 min. kar |                 | 12 min. kar | Widzów: 4 210 Sędzia główny: Miroslav Stolc André Schrader Sędziowie liniowi: Gabriel Gaube Andreas Hofer |

| 31 sierpnia 2019 | Färjestad BK | 2:1 | HC Ambrì-Piotta | Löfbergs Arena, Karlstad |

| Szczegóły      | Szczegóły   | Szczegóły       | Szczegóły   | Szczegóły |
| -------------- | ----------- | --------------- | ----------- | --- |
| Godzina: 15:30 |             | (1:1, 0:0, 1:0) |             | Widzów: 3 176 Sędzia główny: Roy Stian Hansen Mikael Andersson Sędziowie liniowi: Fredrik Altberg Emil Wernström |
| Godzina: 15:30 | 10 min. kar |                 | 16 min. kar | Widzów: 3 176 Sędzia główny: Roy Stian Hansen Mikael Andersson Sędziowie liniowi: Fredrik Altberg Emil Wernström |

| 31 sierpnia 2019 | EHC Red Bull Monachium | 3:0 | HC 05 Banská Bystrica | Olympia-Eissportzentrum, Monachium |

| Szczegóły      | Szczegóły  | Szczegóły       | Szczegóły   | Szczegóły                                                                                              |
| -------------- | ---------- | --------------- | ----------- | --- |
| Godzina: 16:00 |            | (0:0, 1:0, 2:0) |             | Widzów: 2 480 Sędzia główny: Kristian Nikolić Marc Iwert Sędziowie liniowi: Jakub Klima Tobias Schwenk |
| Godzina: 16:00 | 6 min. kar |                 | 18 min. kar | Widzów: 2 480 Sędzia główny: Kristian Nikolić Marc Iwert Sędziowie liniowi: Jakub Klima Tobias Schwenk |

| 5 września 2019 | HC 05 Banská Bystrica | 3:2 pk. | EHC Red Bull Monachium | Zimný štadión Banská Bystrica, Bańska Bystrzyca |

| Szczegóły      | Szczegóły   | Szczegóły                 | Szczegóły  | Szczegóły                                                                                           |
| -------------- | ----------- | ------------------------- | ---------- | --------------------------------------------------------------------------------------------------- |
| Godzina: 17:00 |             | (2:2, 0:0, 0:0, 0:0, 1:0) |            | Widzów: 1 536 Sędzia główny: Miroslav Iarets Peter Stano Sędziowie liniowi: Šimon Synek Daniel Konc |
| Godzina: 17:00 | 12 min. kar |                           | 2 min. kar | Widzów: 1 536 Sędzia główny: Miroslav Iarets Peter Stano Sędziowie liniowi: Šimon Synek Daniel Konc |

| 5 września 2019 | HC Ambrì-Piotta | 2:1 | Färjestad BK | Pista la Valascia, Ambri |

| Szczegóły      | Szczegóły   | Szczegóły       | Szczegóły   | Szczegóły                                                                                               |
| -------------- | ----------- | --------------- | ----------- | --- |
| Godzina: 19:45 |             | (0:0, 1:0, 1:1) |             | Widzów: 4 277 Sędzia główny: Oldřich Hejduk Marc Wiegand Sędziowie liniowi: Balazs Kovacs Eric Cattaneo |
| Godzina: 19:45 | 24 min. kar |                 | 71 min. kar | Widzów: 4 277 Sędzia główny: Oldřich Hejduk Marc Wiegand Sędziowie liniowi: Balazs Kovacs Eric Cattaneo |

| 7 września 2019 | HC 05 Banská Bystrica | 3:4 pd. | Färjestad BK | Zimný štadión Banská Bystrica, Bańska Bystrzyca |

| Szczegóły      | Szczegóły  | Szczegóły            | Szczegóły   | Szczegóły                                                                                                |
| -------------- | ---------- | -------------------- | ----------- | --- |
| Godzina: 14:15 |            | (1:0, 0:1, 2:2, 0:1) |             | Widzów: 1 695 Sędzia główny: Miroslav Iarets Vladimír Baluška Sędziowie liniowi: Šimon Synek Daniel Konc |
| Godzina: 14:15 | 4 min. kar |                      | 12 min. kar | Widzów: 1 695 Sędzia główny: Miroslav Iarets Vladimír Baluška Sędziowie liniowi: Šimon Synek Daniel Konc |

| 7 września 2019 | HC Ambrì-Piotta | 2:3 pk. | EHC Red Bull Monachium | Pista la Valascia, Ambri |

| Szczegóły      | Szczegóły   | Szczegóły                 | Szczegóły   | Szczegóły |
| -------------- | ----------- | ------------------------- | ----------- | --- |
| Godzina: 19:45 |             | (0:1, 1:0, 1:1, 0:0, 0:1) |             | Widzów: 5 031 Sędzia główny: Mikko Kaukokari Alessandro DiPietro Sędziowie liniowi: Dario Fuchs Dominik Schlegel |
| Godzina: 19:45 | 30 min. kar |                           | 54 min. kar | Widzów: 5 031 Sędzia główny: Mikko Kaukokari Alessandro DiPietro Sędziowie liniowi: Dario Fuchs Dominik Schlegel |

| 8 października 2019 | EHC Red Bull Monachium | 2:1 | Färjestad BK | Olympia-Eissportzentrum, Monachium |

| Szczegóły      | Szczegóły  | Szczegóły       | Szczegóły  | Szczegóły                                                                                               |
| -------------- | ---------- | --------------- | ---------- | --- |
| Godzina: 19:30 |            | (1:0, 0:0, 1:1) |            | Widzów: 2 510 Sędzia główny: Manuel Nikolić Aleksi Rantala Sędziowie liniowi: Jakub Klima Andreas Hofer |
| Godzina: 19:30 | 6 min. kar |                 | 6 min. kar | Widzów: 2 510 Sędzia główny: Manuel Nikolić Aleksi Rantala Sędziowie liniowi: Jakub Klima Andreas Hofer |

| 8 października 2019 | HC 05 Banská Bystrica | 0:4 | HC Ambrì-Piotta | Zimný štadión Banská Bystrica, Bańska Bystrzyca |

| Szczegóły      | Szczegóły   | Szczegóły       | Szczegóły   | Szczegóły                                                                                                |
| -------------- | ----------- | --------------- | ----------- | --- |
| Godzina: 19:45 |             | (0:2, 0:2, 0:0) |             | Widzów: 1 588 Sędzia główny: Andrea Moschen Peter Stano Sędziowie liniowi: Martin Jobbagy Ľudovít Šoltés |
| Godzina: 19:45 | 20 min. kar |                 | 18 min. kar | Widzów: 1 588 Sędzia główny: Andrea Moschen Peter Stano Sędziowie liniowi: Martin Jobbagy Ľudovít Šoltés |

| 15 października 2019 | Färjestad BK | 3:1 | EHC Red Bull Monachium | Löfbergs Arena, Karlstad |

| Szczegóły      | Szczegóły  | Szczegóły       | Szczegóły  | Szczegóły                                                                                                   |
| -------------- | ---------- | --------------- | ---------- | --- |
| Godzina: 18:00 |            | (0:1, 2:0, 1:0) |            | Widzów: 5 326 Sędzia główny: Stefan Fonselius Mikael Holm Sędziowie liniowi: Daniel Persson Henrik Pihlblad |
| Godzina: 18:00 | 4 min. kar |                 | 8 min. kar | Widzów: 5 326 Sędzia główny: Stefan Fonselius Mikael Holm Sędziowie liniowi: Daniel Persson Henrik Pihlblad |

| 16 października 2019 | HC Ambrì-Piotta | 4:3 | HC 05 Banská Bystrica | Pista la Valascia, Ambri |

| Szczegóły      | Szczegóły   | Szczegóły       | Szczegóły   | Szczegóły |
| -------------- | ----------- | --------------- | ----------- | --- |
| Godzina: 19:45 |             | (1:0, 1:2, 2:1) |             | Widzów: 1 537 Sędzia główny: Christian Persson Alessandro DiPietro Sędziowie liniowi: Dario Fuchs Daniel Duarte |
| Godzina: 19:45 | 37 min. kar |                 | 35 min. kar | Widzów: 1 537 Sędzia główny: Christian Persson Alessandro DiPietro Sędziowie liniowi: Dario Fuchs Daniel Duarte |

### Grupa H
| Lp. | Zespół         | M | Pkt | Z | WpD | PpD | P | G+ | G- | +/- |
| --- | -------------- | - | --- | - | --- | --- | - | -- | -- | --- |
| 1   | Frölunda HC    | 6 | 13  | 4 | 0   | 1   | 1 | 34 | 17 | +17 |
| 2   | Mountfield HK  | 6 | 12  | 4 | 0   | 0   | 2 | 22 | 13 | +9  |
| 3   | Cardiff Devils | 6 | 8   | 2 | 1   | 0   | 3 | 18 | 30 | -12 |
| 4   | EC Graz 99ers  | 6 | 3   | 0 | 1   | 1   | 4 | 14 | 28 | -14 |

    = awans do 1/8 finału
| 30 sierpnia 2019 | Frölunda HC | 5:6 pk. | EC Graz 99ers | Frölundaborg, Göteborg |

| Szczegóły      | Szczegóły  | Szczegóły                 | Szczegóły   | Szczegóły                                                                                                 |
| -------------- | ---------- | ------------------------- | ----------- | --- |
| Godzina: 18:00 |            | (2:2, 1:2, 2:1, 0:0, 0:1) |             | Widzów: 3 630 Sędzia główny: Liam Sewell Sören Persson Sędziowie liniowi: Henrik Pihlblad Ludvig Lundgren |
| Godzina: 18:00 | 8 min. kar |                           | 16 min. kar | Widzów: 3 630 Sędzia główny: Liam Sewell Sören Persson Sędziowie liniowi: Henrik Pihlblad Ludvig Lundgren |

| 30 sierpnia 2019 | Cardiff Devils | 3:2 | Mountfield HK | Viola Arena, Cardiff |

| Szczegóły      | Szczegóły   | Szczegóły       | Szczegóły   | Szczegóły                                                                                             |
| -------------- | ----------- | --------------- | ----------- | --- |
| Godzina: 20:30 |             | (0:1, 2:0, 1:1) |             | Widzów: 2 502 Sędzia główny: Marian Rohatsch Dean Smith Sędziowie liniowi: Danny Beresford James Ions |
| Godzina: 20:30 | 14 min. kar |                 | 16 min. kar | Widzów: 2 502 Sędzia główny: Marian Rohatsch Dean Smith Sędziowie liniowi: Danny Beresford James Ions |

| 1 września 2019 | Frölunda HC | 2:3 | Mountfield HK | Frölundaborg, Göteborg |

| Szczegóły      | Szczegóły  | Szczegóły       | Szczegóły   | Szczegóły                                                                                                   |
| -------------- | ---------- | --------------- | ----------- | --- |
| Godzina: 16:00 |            | (0:0, 1:2, 1:1) |             | Widzów: 3 895 Sędzia główny: Liam Sewell Mikael Sjöqvist Sędziowie liniowi: Henrik Pihlblad Ludvig Lundgren |
| Godzina: 16:00 | 2 min. kar |                 | 14 min. kar | Widzów: 3 895 Sędzia główny: Liam Sewell Mikael Sjöqvist Sędziowie liniowi: Henrik Pihlblad Ludvig Lundgren |

| 1 września 2019 | Cardiff Devils | 4:3 pk. | EC Graz 99ers | Viola Arena, Cardiff |

| Szczegóły      | Szczegóły  | Szczegóły                 | Szczegóły  | Szczegóły                                                                                                   |
| -------------- | ---------- | ------------------------- | ---------- | --- |
| Godzina: 17:00 |            | (0:1, 3:1, 0:1, 0:0, 1:0) |            | Widzów: 2 815 Sędzia główny: Daniel Piechaczek Stefan Hogarth Sędziowie liniowi: Ilia Kisil Danny Beresford |
| Godzina: 17:00 | 8 min. kar |                           | 6 min. kar | Widzów: 2 815 Sędzia główny: Daniel Piechaczek Stefan Hogarth Sędziowie liniowi: Ilia Kisil Danny Beresford |

| 5 września 2019 | Mountfield HK | 5:2 | Cardiff Devils | ČPP Aréna, Hradec Králové |

| Szczegóły      | Szczegóły   | Szczegóły       | Szczegóły   | Szczegóły |
| -------------- | ----------- | --------------- | ----------- | --- |
| Godzina: 18:00 |             | (2:0, 0:0, 3:2) |             | Widzów: 2 499 Sędzia główny: Miroslav Stolc Antonín Jeřábek Sędziowie liniowi: Daniel Hynek Miroslav Lhotský |
| Godzina: 18:00 | 12 min. kar |                 | 12 min. kar | Widzów: 2 499 Sędzia główny: Miroslav Stolc Antonín Jeřábek Sędziowie liniowi: Daniel Hynek Miroslav Lhotský |

| 5 września 2019 | EC Graz 99ers | 1:5 | Frölunda HC | Merkur Eisstadion, Graz |

| Szczegóły      | Szczegóły   | Szczegóły       | Szczegóły   | Szczegóły |
| -------------- | ----------- | --------------- | ----------- | --- |
| Godzina: 20:20 |             | (1:1, 0:2, 0:2) |             | Widzów: 3 030 Sędzia główny: Vladimír Baluška Kristian Nikolić Sędziowie liniowi: Jakob Schauer Ulrich Pardatscher |
| Godzina: 20:20 | 35 min. kar |                 | 53 min. kar | Widzów: 3 030 Sędzia główny: Vladimír Baluška Kristian Nikolić Sędziowie liniowi: Jakob Schauer Ulrich Pardatscher |

| 7 września 2019 | Mountfield HK | 3:4 | Frölunda HC | ČPP Aréna, Hradec Králové |

| Szczegóły      | Szczegóły   | Szczegóły       | Szczegóły   | Szczegóły                                                                                           |
| -------------- | ----------- | --------------- | ----------- | --------------------------------------------------------------------------------------------------- |
| Godzina: 17:00 |             | (2:3, 0:0, 1:1) |             | Widzów: 3 006 Sędzia główny: Anssi Salonen Daniel Pražák Sędziowie liniowi: Milan Kis David Klouček |
| Godzina: 17:00 | 10 min. kar |                 | 12 min. kar | Widzów: 3 006 Sędzia główny: Anssi Salonen Daniel Pražák Sędziowie liniowi: Milan Kis David Klouček |

| 7 września 2019 | EC Graz 99ers | 2:5 | Cardiff Devils | Merkur Eisstadion, Graz |

| Szczegóły      | Szczegóły  | Szczegóły       | Szczegóły  | Szczegóły                                                                                                  |
| -------------- | ---------- | --------------- | ---------- | --- |
| Godzina: 19:15 |            | (0:1, 1:2, 1:2) |            | Widzów: 2 482 Sędzia główny: Milan Zrnić Ladislav Smetana Sędziowie liniowi: Attila Nagy Gasper Jaka Zgonc |
| Godzina: 19:15 | 8 min. kar |                 | 4 min. kar | Widzów: 2 482 Sędzia główny: Milan Zrnić Ladislav Smetana Sędziowie liniowi: Attila Nagy Gasper Jaka Zgonc |

| 8 października 2019 | Frölunda HC | 9:2 | Cardiff Devils | Frölundaborg, Göteborg |

| Szczegóły      | Szczegóły  | Szczegóły       | Szczegóły   | Szczegóły                                                                                                  |
| -------------- | ---------- | --------------- | ----------- | --- |
| Godzina: 18:00 |            | (1:0, 3:1, 5:1) |             | Widzów: 3 218 Sędzia główny: Lasse Heikkinen Mikael Holm Sędziowie liniowi: Anders Nyqvist Henrik Pihlblad |
| Godzina: 18:00 | 6 min. kar |                 | 14 min. kar | Widzów: 3 218 Sędzia główny: Lasse Heikkinen Mikael Holm Sędziowie liniowi: Anders Nyqvist Henrik Pihlblad |

| 8 października 2019 | EC Graz 99ers | 1:2 | Mountfield HK | Merkur Eisstadion, Graz |

| Szczegóły      | Szczegóły   | Szczegóły       | Szczegóły   | Szczegóły |
| -------------- | ----------- | --------------- | ----------- | --- |
| Godzina: 19:30 |             | (0:2, 0:0, 1:0) |             | Widzów: 2 121 Sędzia główny: Vladimír Baluška Ladislav Smetana Sędziowie liniowi: Gasper Jaka Zgonc Kevin Kontschieder |
| Godzina: 19:30 | 14 min. kar |                 | 14 min. kar | Widzów: 2 121 Sędzia główny: Vladimír Baluška Ladislav Smetana Sędziowie liniowi: Gasper Jaka Zgonc Kevin Kontschieder |

| 15 października 2019 | Cardiff Devils | 2:9 | Frölunda HC | Viola Arena, Cardiff |

| Szczegóły      | Szczegóły   | Szczegóły       | Szczegóły   | Szczegóły                                                                                                 |
| -------------- | ----------- | --------------- | ----------- | --- |
| Godzina: 20:30 |             | (0:1, 2:3, 0:5) |             | Widzów: 2 689 Sędzia główny: Michael Tscherring Liam Sewell Sędziowie liniowi: James Ions Danny Beresford |
| Godzina: 20:30 | 10 min. kar |                 | 12 min. kar | Widzów: 2 689 Sędzia główny: Michael Tscherring Liam Sewell Sędziowie liniowi: James Ions Danny Beresford |

| 16 października 2019 | Mountfield HK | 7:1 | EC Graz 99ers | ČPP Aréna, Hradec Králové |

| Szczegóły      | Szczegóły  | Szczegóły       | Szczegóły  | Szczegóły                                                                                          |
| -------------- | ---------- | --------------- | ---------- | -------------------------------------------------------------------------------------------------- |
| Godzina: 17:00 |            | (1:0, 1:1, 5:0) |            | Widzów: 2 569 Sędzia główny: Ladislav Smetana Robin Šír Sędziowie liniowi: Milan Kis David Klouček |
| Godzina: 17:00 | 4 min. kar |                 | 2 min. kar | Widzów: 2 569 Sędzia główny: Ladislav Smetana Robin Šír Sędziowie liniowi: Milan Kis David Klouček |

## Faza pucharowa

### Rozstawienie
Po zakończeniu sezonu zasadniczego 16 zespołów zapewniło sobie start w fazie pucharowej. Wśród nich znalazło się po dwie drużyny z każdej z grup. Zwycięzcy grup zostali rozstawieni podczas losowania 1/8 finału. W dalszych rundach nie występuje rozstawienie.
Pierwsza runda rozpoczęła się 12 listopada 2019, zaś zakończenie rywalizacji odbędzie się w finałowym spotkaniu 4 lutego 2020.
| Grupa | Zwycięzcy grup (Rozstawieni) | Wicemistrzowie grup (Nierozstawieni) |
| ----- | ---------------------------- | ------------------------------------ |
| A     | EHC Biel                     | Tappara                              |
| B     | EV Zug                       | HC Pilzno 1929                       |
| C     | Luleå HF                     | Augsburger Panther                   |
| D     | Lausanne HC                  | HK Junost' Mińsk                     |
| E     | Skellefteå AIK               | SC Bern                              |
| F     | Adler Mannheim               | Djurgårdens IF                       |
| G     | EHC Red Bull Monachium       | Färjestad BK                         |
| H     | Frölunda HC                  | Mountfield HK                        |

### Drabinka
Po zakończeniu sezonu zasadniczego rozpoczęła się walka o mistrzostwo ligi w fazie pucharowej, która rozgrywana zostanie w czterech rundach. Drużyna, która zajęła wyższe miejsce w sezonie zasadniczym w nagrodę zostaje gospodarzem rewanżowego meczu. Trzy rundy rozgrywane są w formule mecz-rewanż, zaś finał rozgrywany jest na lodowisku lepszej drużyny fazy grupowej. Jeżeli w rezultacie dwumeczu wystąpi remis, zostanie rozegrana 10 minutowa dogrywka, jeżeli w tym czasie nie padnie bramka rozegrane zostaną rzuty karne. W finale jeżeli w regulaminowym czasie nie padnie bramka, zostanie rozegrana 20 minutowa dogrywka, a w razie braku rozstrzygnięcia rzuty karne.
|  |                        |                        |                        |                        |            |                |   |                |                |              |              |              |  |  |           |           |           |  |  |       |       |       |
|  | 1/8 finału             | 1/8 finału             | 1/8 finału             | 1/8 finału             | 1/8 finału |                |   | Ćwierćfinały   | Ćwierćfinały   | Ćwierćfinały | Ćwierćfinały | Ćwierćfinały |  |  | Półfinały | Półfinały | Półfinały |  |  | Finał | Finał | Finał |
|  | 1/8 finału             | 1/8 finału             | 1/8 finału             | 1/8 finału             | 1/8 finału |                |   | Ćwierćfinały   | Ćwierćfinały   | Ćwierćfinały | Ćwierćfinały | Ćwierćfinały |  |  | Półfinały | Półfinały | Półfinały |  |  | Finał | Finał | Finał |
|  |                        |                        |                        |                        |            |                |   |                |                |              |              |              |  |  |           |           |           |  |  |       |       |       |
|  |                        |                        |                        |                        |            |                |   |                |                |              |              |              |  |  |           |           |           |  |  |       |       |       |
|  | Djurgårdens IF         | Djurgårdens IF         | 3                      | 4                      | 7          |                |   |                |                |              |              |              |  |  |           |           |           |  |  |       |       |       |
|  | Djurgårdens IF         | Djurgårdens IF         | 3                      | 4                      | 7          |                |   |                |                |              |              |              |  |  |           |           |           |  |  |       |       |       |
|  | Skellefteå AIK         | Skellefteå AIK         | 3                      | 1                      | 4          |                |   |                |                |              |              |              |  |  |           |           |           |  |  |       |       |       |
|  | Skellefteå AIK         | Skellefteå AIK         | 3                      | 1                      | 4          |                |   | Djurgårdens IF | Djurgårdens IF | 5            | 3            | 8            |  |  |           |           |           |  |  |       |       |       |
|  |                        |                        |                        |                        |            |                |   | Djurgårdens IF | Djurgårdens IF | 5            | 3            | 8            |  |  |           |           |           |  |  |       |       |       |
|  |                        |                        | EHC Red Bull Monachium | EHC Red Bull Monachium | 1          | 0              | 1 |                |                |              |              |              |  |  |           |           |           |  |  |       |       |       |
|  | HK Junost' Mińsk       | HK Junost' Mińsk       | EHC Red Bull Monachium | EHC Red Bull Monachium | 1          | 0              | 1 | 2              | 0              | 2            |              |              |  |  |           |           |           |  |  |       |       |       |
|  | HK Junost' Mińsk       | HK Junost' Mińsk       |                        |                        |            |                |   |                |                | 2            |              |              |  |  |           |           |           |  |  |       |       |       |
|  | EHC Red Bull Monachium | EHC Red Bull Monachium | 3                      | 6                      | 9          |                |   |                |                |              |              |              |  |  |           |           |           |  |  |       |       |       |
|  | EHC Red Bull Monachium | EHC Red Bull Monachium | 3                      | 6                      | 9          | Djurgårdens IF |   |                |                |              |              |              |  |  |           |           |           |  |  |       |       |       |
|  |                        |                        |                        |                        |            |                |   |                |                |              |              |              |  |  |           |           |           |  |  |       |       |       |
|  |                        |                        | Mountfield HK          |                        |            |                |   |                |                |              |              |              |  |  |           |           |           |  |  |       |       |       |
|  | Tappara                | Tappara                | 3                      | 1                      | 4          |                |   |                |                |              |              |              |  |  |           |           |           |  |  |       |       |       |
|  | Tappara                | Tappara                | 3                      | 1                      | 4          |                |   |                |                |              |              |              |  |  |           |           |           |  |  |       |       |       |
|  | EV Zug                 | EV Zug                 | 3                      | 3                      | 6          |                |   |                |                |              |              |              |  |  |           |           |           |  |  |       |       |       |
|  | EV Zug                 | EV Zug                 | 3                      | 3                      | 6          |                |   | EV Zug         | EV Zug         | 1            | 0            | 1            |  |  |           |           |           |  |  |       |       |       |
|  |                        |                        |                        |                        |            |                |   | EV Zug         | EV Zug         | 1            | 0            | 1            |  |  |           |           |           |  |  |       |       |       |
|  |                        |                        | Mountfield HK          | Mountfield HK          | 1          | 4              | 5 |                |                |              |              |              |  |  |           |           |           |  |  |       |       |       |
|  | Mountfield HK          | Mountfield HK          | Mountfield HK          | Mountfield HK          | 1          | 4              | 5 | 1              | 1              | 2            |              |              |  |  |           |           |           |  |  |       |       |       |
|  | Mountfield HK          | Mountfield HK          |                        |                        |            |                |   |                |                | 2            |              |              |  |  |           |           |           |  |  |       |       |       |
|  | Adler Mannheim         | Adler Mannheim         | 0                      | 1                      | 1          |                |   |                |                |              |              |              |  |  |           |           |           |  |  |       |       |       |
|  | Adler Mannheim         | Adler Mannheim         | 0                      | 1                      | 1          |                |   |                |                |              |              |              |  |  |           |           |           |  |  |       |       |       |
|  |                        |                        |                        |                        |            |                |   |                |                |              |              |              |  |  |           |           |           |  |  |       |       |       |
|  |                        |                        |                        |                        |            |                |   |                |                |              |              |              |  |  |           |           |           |  |  |       |       |       |
|  | Augsburger Panther     | Augsburger Panther     | 2                      | 1                      | 3          |                |   |                |                |              |              |              |  |  |           |           |           |  |  |       |       |       |
|  | Augsburger Panther     | Augsburger Panther     | 2                      | 1                      | 3          |                |   |                |                |              |              |              |  |  |           |           |           |  |  |       |       |       |
|  | EHC Biel               | EHC Biel               | 2                      | 2                      | 4          |                |   |                |                |              |              |              |  |  |           |           |           |  |  |       |       |       |
|  | EHC Biel               | EHC Biel               | 2                      | 2                      | 4          |                |   | EHC Biel       | EHC Biel       | 3            | 3            | 6            |  |  |           |           |           |  |  |       |       |       |
|  |                        |                        |                        |                        |            |                |   | EHC Biel       | EHC Biel       | 3            | 3            | 6            |  |  |           |           |           |  |  |       |       |       |
|  |                        |                        | Frölunda HC            | Frölunda HC            | 2          | 5              | 7 |                |                |              |              |              |  |  |           |           |           |  |  |       |       |       |
|  | Färjestad BK           | Färjestad BK           | Frölunda HC            | Frölunda HC            | 2          | 5              | 7 | 6              | 2              | 8            |              |              |  |  |           |           |           |  |  |       |       |       |
|  | Färjestad BK           | Färjestad BK           |                        |                        |            |                |   |                |                | 8            |              |              |  |  |           |           |           |  |  |       |       |       |
|  | Frölunda HC            | Frölunda HC            | 3                      | 8                      | 11         |                |   |                |                |              |              |              |  |  |           |           |           |  |  |       |       |       |
|  | Frölunda HC            | Frölunda HC            | 3                      | 8                      | 11         | Frölunda HC    |   |                |                |              |              |              |  |  |           |           |           |  |  |       |       |       |
|  |                        |                        |                        |                        |            |                |   |                |                |              |              |              |  |  |           |           |           |  |  |       |       |       |
|  |                        |                        | Luleå HF               |                        |            |                |   |                |                |              |              |              |  |  |           |           |           |  |  |       |       |       |
|  | SC Bern                | SC Bern                | 0                      | 2                      | 2          |                |   |                |                |              |              |              |  |  |           |           |           |  |  |       |       |       |
|  | SC Bern                | SC Bern                | 0                      | 2                      | 2          |                |   |                |                |              |              |              |  |  |           |           |           |  |  |       |       |       |
|  | Luleå HF               | Luleå HF               | 3                      | 4                      | 7          |                |   |                |                |              |              |              |  |  |           |           |           |  |  |       |       |       |
|  | Luleå HF               | Luleå HF               | 3                      | 4                      | 7          |                |   | Luleå HF       | Luleå HF       | 2            | 5            | 7            |  |  |           |           |           |  |  |       |       |       |
|  |                        |                        |                        |                        |            |                |   | Luleå HF       | Luleå HF       | 2            | 5            | 7            |  |  |           |           |           |  |  |       |       |       |
|  |                        |                        | Lausanne HC            | Lausanne HC            | 1          | 2              | 3 |                |                |              |              |              |  |  |           |           |           |  |  |       |       |       |
|  | HC Pilzno 1929         | HC Pilzno 1929         | Lausanne HC            | Lausanne HC            | 1          | 2              | 3 | 1              | 4              | 5            |              |              |  |  |           |           |           |  |  |       |       |       |
|  | HC Pilzno 1929         | HC Pilzno 1929         |                        |                        |            |                |   |                |                | 5            |              |              |  |  |           |           |           |  |  |       |       |       |
|  | Lausanne HC            | Lausanne HC            | 2                      | 4                      | 6          |                |   |                |                |              |              |              |  |  |           |           |           |  |  |       |       |       |
|  | Lausanne HC            | Lausanne HC            | 2                      | 4                      | 6          |                |   |                |                |              |              |              |  |  |           |           |           |  |  |       |       |       |
|  |                        |                        |                        |                        |            |                |   |                |                |              |              |              |  |  |           |           |           |  |  |       |       |       |

### 1/8 finału
Mecze tej fazy rozgrywek odbyły się w dniach 12-13 oraz 19-20 listopada 2019 roku.
| 12 listopada 2019 | HK Junost' Mińsk | 2:3 | EHC Red Bull Monachium | Cziżowka-Ariena, Mińsk |

| Szczegóły      | Szczegóły                                       | Szczegóły       | Szczegóły                                                     | Szczegóły                                                                                                   |
| -------------- | ----------------------------------------------- | --------------- | ------------------------------------------------------------- | --- |
| Godzina: 17:00 | J. Gainetdinou (EQ) 08:26 I. Drozdow (EQ) 16:52 | (2:0, 0:1, 0:2) | 33:23 (EQ) J. Schütz 41:30 (PP) T. Parkes 43:29 (EQ) Y. Ehliz | Widzów: 3 243 Sędzia główny: Kristian Vikman Mark Lemelin Sędziowie liniowi: Artsiom Labzou Mikita Paliakou |
| Godzina: 17:00 | 10 min. kar                                     |                 | 12 min. kar                                                   | Widzów: 3 243 Sędzia główny: Kristian Vikman Mark Lemelin Sędziowie liniowi: Artsiom Labzou Mikita Paliakou |

| 12 listopada 2019 | HC Pilzno 1929 | 1:2 | Lausanne HC | Home Monitoring Aréna, Pilzno |

| Szczegóły      | Szczegóły          | Szczegóły       | Szczegóły                                  | Szczegóły                                                                                              |
| -------------- | ------------------ | --------------- | ------------------------------------------ | --- |
| Godzina: 18:00 | J. Pour (EQ) 34:26 | (0:0, 1:1, 0:1) | 37:56 (EQ) J. Vermin 56:41 (PP) J. Genazzi | Widzów: 5 360 Sędzia główny: Daniel Rencz Kristian Nikolić Sędziowie liniowi: Jiří Ondráček Josef Špůr |
| Godzina: 18:00 | 2 min. kar         |                 | 2 min. kar                                 | Widzów: 5 360 Sędzia główny: Daniel Rencz Kristian Nikolić Sędziowie liniowi: Jiří Ondráček Josef Špůr |

| 12 listopada 2019 | Skellefteå AIK | 3:3 | Djurgårdens IF | Skellefteå Kraft Arena, Skellefteå |

| Szczegóły      | Szczegóły                                                         | Szczegóły       | Szczegóły                                                           | Szczegóły |
| -------------- | ----------------------------------------------------------------- | --------------- | ------------------------------------------------------------------- | --- |
| Godzina: 18:00 | J. Pudas (EQ) 01:25 J. Olofsson (EQ) 05:24 N. Svedberg (EN) 48:52 | (2:1, 1:1, 0:1) | 05:57 (EQ) H. Eriksson 21:08 (EQ) M. Guter 26:27 (EQ) A. Pettersson | Widzów: 1 904 Sędzia główny: Christian Persson Tobias Björk Sędziowie liniowi: Johannes Käck Emil Yletyienen |
| Godzina: 18:00 | 6 min. kar                                                        |                 | 6 min. kar                                                          | Widzów: 1 904 Sędzia główny: Christian Persson Tobias Björk Sędziowie liniowi: Johannes Käck Emil Yletyienen |

| 12 listopada 2019 | Färjestad BK | 6:3 | Frölunda HC | Löfbergs Arena, Karlstad |

| Szczegóły      | Szczegóły | Szczegóły       | Szczegóły                                                       | Szczegóły                                                                                                 |
| -------------- | --- | --------------- | --------------------------------------------------------------- | --- |
| Godzina: 18:00 | M. Nilsson (EQ) 00:40 V. Ejdsell (EQ) 17:14 D. Viksten (EQ) 18:52 P. Åslund (SH) 21:06 V. Ejdsell (EQ) 23:27 P. Åslund (EQ) 45:58 | (3:0, 2:1, 1:2) | 32:-2 (EQ) J. Mustonen 41:14 (EQ) R. Lasch 47:52 (EQ) D. Printz | Widzów: 4 423 Sędzia główny: Stanislav Raming Viktor Birin Sędziowie liniowi: Fredrik Altberg Örjan Åhlen |
| Godzina: 18:00 | 8 min. kar |                 | 2 min. kar                                                      | Widzów: 4 423 Sędzia główny: Stanislav Raming Viktor Birin Sędziowie liniowi: Fredrik Altberg Örjan Åhlen |

| 12 listopada 2019 | Tappara | 3:3 | EV Zug | Hakametsä Stadium, Tampere |

| Szczegóły      | Szczegóły                                                                  | Szczegóły       | Szczegóły                                                        | Szczegóły                                                                                                  |
| -------------- | -------------------------------------------------------------------------- | --------------- | ---------------------------------------------------------------- | --- |
| Godzina: 18:00 | V. Kemiläinen (PP) 27:37 J. Karjalainen (PP) 33:25 O. Vauhkonen (PP) 39:16 | (0:2, 3:0, 0:1) | 01:42 (EQ) D. Simion 06:04 (PP) S. Alatalo 42:31 (EQ) G. Hofmann | Widzów: 5 275 Sędzia główny: Lasse Kopitz André Schrader Sędziowie liniowi: Joona Elonen Markus Hägerström |
| Godzina: 18:00 | 8 min. kar                                                                 |                 | 10 min. kar                                                      | Widzów: 5 275 Sędzia główny: Lasse Kopitz André Schrader Sędziowie liniowi: Joona Elonen Markus Hägerström |

| 12 listopada 2019 | Augsburger Panther | 2:2 | EHC Biel | Curt-Frenzel-Stadion, Augsburg |

| Szczegóły      | Szczegóły                                       | Szczegóły       | Szczegóły                                   | Szczegóły                                                                                               |
| -------------- | ----------------------------------------------- | --------------- | ------------------------------------------- | --- |
| Godzina: 19:30 | J. Hafenrichter (EQ) 00:28 M. Fraser (EQ) 20:55 | (1:0, 1:0, 0:2) | 47:04 (EQ) D. Ullström 53:43 (EQ) T. Rajala | Widzów: 5 580 Sędzia główny: Eduards Odins Aaro Brännare Sędziowie liniowi: Andreas Hofer Gabriel Gaube |
| Godzina: 19:30 | 8 min. kar                                      |                 | 6 min. kar                                  | Widzów: 5 580 Sędzia główny: Eduards Odins Aaro Brännare Sędziowie liniowi: Andreas Hofer Gabriel Gaube |

| 12 listopada 2019 | SC Bern | 0:3 | Luleå HF | PostFinance-Arena, Berno |

| Szczegóły      | Szczegóły  | Szczegóły       | Szczegóły                                                             | Szczegóły |
| -------------- | ---------- | --------------- | --------------------------------------------------------------------- | --- |
| Godzina: 19:45 |            | (0:0, 0:3, 0:0) | 23:42 (EQ) N. Lundkvist 26:54 (EQ) R. Kovacs 27:48 (EQ) I. Brännström | Widzów: 4 019 Sędzia główny: Andrei Schrubok Mikko Kaukokari Sędziowie liniowi: Balazs Kovacs Marc-Henri Progin |
| Godzina: 19:45 | 2 min. kar |                 | 6 min. kar                                                            | Widzów: 4 019 Sędzia główny: Andrei Schrubok Mikko Kaukokari Sędziowie liniowi: Balazs Kovacs Marc-Henri Progin |

| 13 listopada 2019 | Mountfield HK | 1:0 | Adler Mannheim | ČPP Aréna, Hradec Králové |

| Szczegóły      | Szczegóły           | Szczegóły       | Szczegóły  | Szczegóły                                                                                                   |
| -------------- | ------------------- | --------------- | ---------- | --- |
| Godzina: 18:00 | A. Jergl (EQ) 55:52 | (0:0, 0:0, 1:0) |            | Widzów: 2 647 Sędzia główny: Daniel Rencz Kristian Nikolić Sędziowie liniowi: Daniel Hynek Miroslav Lhotský |
| Godzina: 18:00 | 6 min. kar          |                 | 4 min. kar | Widzów: 2 647 Sędzia główny: Daniel Rencz Kristian Nikolić Sędziowie liniowi: Daniel Hynek Miroslav Lhotský |

| 19 listopada 2019 | Frölunda HC | 8:2 | Färjestad BK | Frölundaborg, Göteborg |

| Szczegóły      | Szczegóły | Szczegóły       | Szczegóły                                   | Szczegóły |
| -------------- | --- | --------------- | ------------------------------------------- | --- |
| Godzina: 18:00 | V. Ekbom (EQ) 03:13 S. Hjalmarsson (PP) 05:29 R. Lasch (EQ) 29:11 J. Mustonen (EQ) 31:26 N. Lasu (PP) 47:20 N. Lasu (PP) 48:31 N. Lasu (EQ) 56:1 T. Lennström (EN) 57:03 | (2:1, 2:1, 4:0) | 07:29 (EQ) L. Arnesson 34:06 (EQ) G. Rydahl | Widzów: 3 472 Sędzia główny: Mikko Kaukokari Aaro Brännare Sędziowie liniowi: Henrik Pihlblad Ludvig Lundgren |
| Godzina: 18:00 | 6 min. kar |                 | 18 min. kar                                 | Widzów: 3 472 Sędzia główny: Mikko Kaukokari Aaro Brännare Sędziowie liniowi: Henrik Pihlblad Ludvig Lundgren |

| 19 listopada 2019 | Luleå HF | 4:2 | SC Bern | Coop Norrbotten Arena, Luleå |

| Szczegóły      | Szczegóły                                                                              | Szczegóły       | Szczegóły                                 | Szczegóły                                                                                                |
| -------------- | -------------------------------------------------------------------------------------- | --------------- | ----------------------------------------- | --- |
| Godzina: 18:00 | R. Kovacs (EQ) 14:02 A. Ilomäki (EQ) 18:15 A. Ilomäki (PP) 29:03 A. Ilomäki (PP) 55:43 | (2:2, 1:0, 1:0) | 05:45 (SH) A. Ebbett 19:03 (EQ) Y. Burren | Widzów: 2 225 Sędzia główny: Marian Rohatsch Marc Iwert Sędziowie liniowi: Emil Yletyienen Jan Sandström |
| Godzina: 18:00 | 4 min. kar                                                                             |                 | 10 min. kar                               | Widzów: 2 225 Sędzia główny: Marian Rohatsch Marc Iwert Sędziowie liniowi: Emil Yletyienen Jan Sandström |

| 19 listopada 2019 | Adler Mannheim | 1:1 | Mountfield HK | SAP Arena, Mannheim |

| Szczegóły      | Szczegóły                 | Szczegóły       | Szczegóły             | Szczegóły |
| -------------- | ------------------------- | --------------- | --------------------- | --- |
| Godzina: 19:00 | P. Hungerecker (EQ) 49:13 | (0:0, 0:1, 1:0) | 39:07 (EQ) M. Chalupa | Widzów: 3 611 Sędzia główny: Linus Öhlund Tobias Björk Sędziowie liniowi: Christopher Hurtik Joep Leermakers |
| Godzina: 19:00 | 10 min. kar               |                 | 14 min. kar           | Widzów: 3 611 Sędzia główny: Linus Öhlund Tobias Björk Sędziowie liniowi: Christopher Hurtik Joep Leermakers |

| 19 listopada 2019 | EHC Biel | 2:1 pd. | Augsburger Panther | Tissot Arena, Biel/Bienne |

| Szczegóły      | Szczegóły                                  | Szczegóły            | Szczegóły             | Szczegóły                                                                                                |
| -------------- | ------------------------------------------ | -------------------- | --------------------- | --- |
| Godzina: 19:45 | T. Kessler (EQ) 21:15 T. Rajala (EQ) 63:04 | (0:0, 1:1, 0:0, 1:0) | 37:55 (EQ) A. LeBlanc | Widzów: 4 632 Sędzia główny: Mikael Nord Mikael Sjöqvist Sędziowie liniowi: Dario Fuchs Dominik Schlegel |
| Godzina: 19:45 | 8 min. kar                                 |                      | 6 min. kar            | Widzów: 4 632 Sędzia główny: Mikael Nord Mikael Sjöqvist Sędziowie liniowi: Dario Fuchs Dominik Schlegel |

| 19 listopada 2019 | EV Zug | 3:1 | Tappara | Bossard Arena, Zug |

| Szczegóły      | Szczegóły                                                        | Szczegóły       | Szczegóły              | Szczegóły                                                                                                   |
| -------------- | ---------------------------------------------------------------- | --------------- | ---------------------- | --- |
| Godzina: 19:45 | D. Simion (EQ) 10:40 G. Hofmann (PP) 27:58 G. Hofmann (PP) 34:27 | (1:0, 2:0, 0:1) | 49:49 (EQ) C. Bertrand | Widzów: 3 559 Sędzia główny: Vladimír Pešina Antonín Jeřábek Sędziowie liniowi: Roman Kaderli Eric Cattaneo |
| Godzina: 19:45 | 6 min. kar                                                       |                 | 8 min. kar             | Widzów: 3 559 Sędzia główny: Vladimír Pešina Antonín Jeřábek Sędziowie liniowi: Roman Kaderli Eric Cattaneo |

| 19 listopada 2019 | Lausanne HC | 4:4 pd. | HC Pilzno 1929 | Vaudoise Aréna, Lozanna |

| Szczegóły      | Szczegóły                                                                             | Szczegóły            | Szczegóły                                                                        | Szczegóły |
| -------------- | ------------------------------------------------------------------------------------- | -------------------- | -------------------------------------------------------------------------------- | --- |
| Godzina: 19:45 | D. Jeffrey (EQ) 05:41 P. Lindbohm (EQ) 11:50 T. Moy (EQ) 15:31 C. Emmerton (EQ) 60:58 | (3:2, 0:0, 0:2, 1:0) | 09:21 (EQ) J. Kracík 11:40 (EQ) L. Kaňák 46:30 (EQ) M. Kantner 53:25 (EQ) L. Rob | Widzów: 3 239 Sędzia główny: Daniel Piechaczek Manuel Nikolić Sędziowie liniowi: Dominik Altmann Thomas Wolf |
| Godzina: 19:45 | 4 min. kar                                                                            |                      | 8 min. kar                                                                       | Widzów: 3 239 Sędzia główny: Daniel Piechaczek Manuel Nikolić Sędziowie liniowi: Dominik Altmann Thomas Wolf |

| 19 listopada 2019 | Djurgårdens IF | 4:1 | Skellefteå AIK | Hovet, Sztokholm |

| Szczegóły      | Szczegóły                                                                                   | Szczegóły       | Szczegóły               | Szczegóły                                                                                                 |
| -------------- | ------------------------------------------------------------------------------------------- | --------------- | ----------------------- | --- |
| Godzina: 20:00 | D. Axelsson (PP2) 14:43 G. Possler (EQ) 38:33 N. Bergfors (PP) 48:35 P. Berglund (PP) 52:25 | (1:0, 1:0, 2:1) | 45:04 (PP) J. Lindström | Widzów: 2 732 Sędzia główny: Robin Šír Oldřich Hejduk Sędziowie liniowi: Andreas Malmqvist Daniel Persson |
| Godzina: 20:00 | 12 min. kar                                                                                 |                 | 18 min. kar             | Widzów: 2 732 Sędzia główny: Robin Šír Oldřich Hejduk Sędziowie liniowi: Andreas Malmqvist Daniel Persson |

| 20 listopada 2019 | EHC Red Bull Monachium | 6:0 | HK Junost' Mińsk | Olympia-Eissportzentrum, Monachium |

| Szczegóły      | Szczegóły | Szczegóły       | Szczegóły   | Szczegóły                                                                                                 |
| -------------- | --- | --------------- | ----------- | --- |
| Godzina: 20:00 | A. Bodnarchuk (SH) 35:56 R. Sanguinetti (PP) 46:16 C. Bourque (PP) 49:21 J.J. Peterka (PP) 54:02 J. Schütz (EQ) 54:41 L. Zitterbart (PP) 55:32 | (0:0, 1:0, 5:0) |             | Widzów: 4 120 Sędzia główny: Marc Wiegand Daniel Stricker Sędziowie liniowi: Andreas Hofer Tobias Schwenk |
| Godzina: 20:00 | 37 min. kar |                 | 82 min. kar | Widzów: 4 120 Sędzia główny: Marc Wiegand Daniel Stricker Sędziowie liniowi: Andreas Hofer Tobias Schwenk |

### 1/4 finału
Mecze tej fazy rozgrywek odbędą się w dniach 3 oraz 10 grudnia 2019 roku.
| 3 grudnia 2019 | Mountfield HK | 1:1 | EV Zug | ČPP Aréna, Hradec Králové |

| Szczegóły      | Szczegóły             | Szczegóły       | Szczegóły            | Szczegóły                                                                                               |
| -------------- | --------------------- | --------------- | -------------------- | --- |
| Godzina: 18:00 | T. Vincour (PP) 44:07 | (0:1, 0:0, 1:0) | 04:48 (EQ) D. Simion | Widzów: 2 503 Sędzia główny: Mikael Sjöqvist Linus Öhlund Sędziowie liniowi: Tomáš Brejcha Jiří Svoboda |
| Godzina: 18:00 | 6 min. kar            |                 | 6 min. kar           | Widzów: 2 503 Sędzia główny: Mikael Sjöqvist Linus Öhlund Sędziowie liniowi: Tomáš Brejcha Jiří Svoboda |

| 3 grudnia 2019 | Frölunda HC | 2:3 | EHC Biel | Frölundaborg, Göteborg |

| Szczegóły      | Szczegóły                                 | Szczegóły       | Szczegóły                                                         | Szczegóły                                                                                               |
| -------------- | ----------------------------------------- | --------------- | ----------------------------------------------------------------- | --- |
| Godzina: 18:00 | N. Lasu (EQ) 50:52 J. Mustonen (EQ) 53:06 | (0:0, 0:2, 2:1) | 24:03 (PP) J. Fuchs 33:49 (EQ) D. Brunner 40:52 (EQ) M-A. Pouliot | Widzów: 3 182 Sędzia główny: Robin Šír Oldřich Hejduk Sędziowie liniowi: Ludvig Lundgren Anders Nyqvist |
| Godzina: 18:00 | 4 min. kar                                |                 | 10 min. kar                                                       | Widzów: 3 182 Sędzia główny: Robin Šír Oldřich Hejduk Sędziowie liniowi: Ludvig Lundgren Anders Nyqvist |

| 3 grudnia 2019 | Djurgårdens IF | 5:1 | EHC Red Bull Monachium | Hovet, Sztokholm |

| Szczegóły      | Szczegóły | Szczegóły       | Szczegóły             | Szczegóły                                                                                               |
| -------------- | --- | --------------- | --------------------- | --- |
| Godzina: 18:00 | P. Berglund (EQ) 06:45 G. Possler (EQ) 09:02 K. Östman (EQ) 30:05 T. Nilsson (EQ) 34:21 A. Hedman (PP) 55:26 | (2:1, 2:0, 1:0) | 08:42 (EQ) J. Jaffray | Widzów: 1 796 Sędzia główny: Mark Lemelin Marc Wiegand Sędziowie liniowi: Örjan Åhlen Andreas Malmqvist |
| Godzina: 18:00 | 6 min. kar                                                                                                   |                 | 8 min. kar            | Widzów: 1 796 Sędzia główny: Mark Lemelin Marc Wiegand Sędziowie liniowi: Örjan Åhlen Andreas Malmqvist |

| 3 grudnia 2019 | Lausanne HC | 1:2 | Luleå HF | Vaudoise Aréna, Lozanna |

| Szczegóły      | Szczegóły            | Szczegóły       | Szczegóły                                 | Szczegóły |
| -------------- | -------------------- | --------------- | ----------------------------------------- | --- |
| Godzina: 20:15 | J. Jooris (PP) 39:35 | (0:0, 1:1, 0:1) | 31:53 (PP) R. Kovacs 41:07 (EQ) R. Kovacs | Widzów: 3 232 Sędzia główny: Daniel Piechaczek Aleksi Rantala Sędziowie liniowi: Balazs Kovacs Marc-Henri Progin |
| Godzina: 20:15 | 10 min. kar          |                 | 4 min. kar                                | Widzów: 3 232 Sędzia główny: Daniel Piechaczek Aleksi Rantala Sędziowie liniowi: Balazs Kovacs Marc-Henri Progin |

| 10 grudnia 2019 | Luleå HF | 5:2 | Lausanne HC | Coop Norrbotten Arena, Luleå |

| Szczegóły      | Szczegóły | Szczegóły       | Szczegóły                                 | Szczegóły                                                                                                  |
| -------------- | --- | --------------- | ----------------------------------------- | --- |
| Godzina: 18:00 | I. Brännström (PP) 03:58 N. Gunler (EQ) 17:44 N. Gunler (PP) 42:27 D. Sondell (EN) 53:01 A. Farley (EN) 59:43 | (2:1, 0:0, 3:1) | 03:15 (SH) J. Vermin 57:38 (EA) C. Almond | Widzów: 2 895 Sędzia główny: Aaro Brännare Mikko Kaukokari Sędziowie liniowi: Emil Yletyinen Jan Sandström |
| Godzina: 18:00 | 8 min. kar |                 | 10 min. kar                               | Widzów: 2 895 Sędzia główny: Aaro Brännare Mikko Kaukokari Sędziowie liniowi: Emil Yletyinen Jan Sandström |

| 10 grudnia 2019 | EHC Biel | 3:5 pd. | Frölunda HC | Tissot Arena, Biel/Bienne |

| Szczegóły      | Szczegóły                                                           | Szczegóły            | Szczegóły | Szczegóły |
| -------------- | ------------------------------------------------------------------- | -------------------- | --- | --- |
| Godzina: 19:45 | S. Ulmer (EQ) 30:34 M-A. Pouliot (EQ) 52:08 P. Schneider (PP) 56:02 | (0:2, 1:0, 2:2, 0:0) | 03:08 (PP) R. Lasch 15:36 (EQ) J. Lundqvist 57:10 (EA) P. Carlsson 57:29 (EQ) T. Lennström 65:53 (PP) P. Carlsson | Widzów: 5 592 Sędzia główny: Vladimír Pešina Antonín Jeřábek Sędziowie liniowi: Balazs Kovacs Marc-Henri Progin |
| Godzina: 19:45 | 10 min. kar                                                         |                      | 6 min. kar | Widzów: 5 592 Sędzia główny: Vladimír Pešina Antonín Jeřábek Sędziowie liniowi: Balazs Kovacs Marc-Henri Progin |

| 10 grudnia 2019 | EV Zug | 0:4 | Mountfield HK | Bossard Arena, Zug |

| Szczegóły      | Szczegóły   | Szczegóły       | Szczegóły                                                                              | Szczegóły                                                                                               |
| -------------- | ----------- | --------------- | -------------------------------------------------------------------------------------- | --- |
| Godzina: 19:45 |             | (0:0, 0:3, 0:1) | 22:16 (EQ) P. Koukal 27:33 (EQ) R. Smoleňák 29:57 (PP) F. Pavlík 58:33 (EN) M. Chalupa | Widzów: 4 450 Sędzia główny: Tobias Björk Mikael Nord Sędziowie liniowi: Roman Kaderli Dominik Schlegel |
| Godzina: 19:45 | 27 min. kar |                 | 33 min. kar                                                                            | Widzów: 4 450 Sędzia główny: Tobias Björk Mikael Nord Sędziowie liniowi: Roman Kaderli Dominik Schlegel |

| 10 grudnia 2019 | EHC Red Bull Monachium | 0:3 | Djurgårdens IF | Olympia-Eissportzentrum, Monachium |

| Szczegóły      | Szczegóły  | Szczegóły       | Szczegóły                                                         | Szczegóły                                                                                                  |
| -------------- | ---------- | --------------- | ----------------------------------------------------------------- | --- |
| Godzina: 20:00 |            | (0:0, 0:1, 0:2) | 22:24 (EQ) T. Nilsson 43:48 (EN) K. Östman 56:53 (EN) H. Eriksson | Widzów: 3 450 Sędzia główny: Daniel Stricker Anssi Salonen Sędziowie liniowi: Andreas Hofer Tobias Schwenk |
| Godzina: 20:00 | 8 min. kar |                 | 6 min. kar                                                        | Widzów: 3 450 Sędzia główny: Daniel Stricker Anssi Salonen Sędziowie liniowi: Andreas Hofer Tobias Schwenk |

### 1/2 finału
Mecze tej fazy rozgrywek odbędą się 7 oraz 14 stycznia 2020 roku.
| 7 stycznia 2020 | Frölunda HC | 2:3 | Luleå HF | Frölundaborg, Göteborg |

| Szczegóły      | Szczegóły                                  | Szczegóły       | Szczegóły                                                               | Szczegóły |
| -------------- | ------------------------------------------ | --------------- | ----------------------------------------------------------------------- | --- |
| Godzina: 18:00 | V. Ekbom (EQ) 23:27 K. Stollery (EQ) 34:59 | (0:2, 2:0, 0:1) | 13:48 (EQ) E. Emanuelsson 17:16 (PP2) D. Sondell 53:35 (EQ) J. Connolly | Widzów: 3 564 Sędzia główny: Robin Šír Daniel Piechaczek Sędziowie liniowi: Henrik Pihlblad Andreas Malmqvist |
| Godzina: 18:00 | 8 min. kar                                 |                 | 8 min. kar                                                              | Widzów: 3 564 Sędzia główny: Robin Šír Daniel Piechaczek Sędziowie liniowi: Henrik Pihlblad Andreas Malmqvist |

| 7 stycznia 2020 | Djurgårdens IF | 1:3 | Mountfield HK | Hovet, Sztokholm |

| Szczegóły      | Szczegóły             | Szczegóły       | Szczegóły                                                          | Szczegóły                                                                                                |
| -------------- | --------------------- | --------------- | ------------------------------------------------------------------ | --- |
| Godzina: 19:00 | G. Possler (EQ) 02:50 | (1:1, 0:1, 0:1) | 04:29 (EQ) R. Nedomlel 22:15 (EQ) M. Chalupa 49:39 (EQ) M. Chalupa | Widzów: 2 383 Sędzia główny: Viktor Birin Stanislav Raming Sędziowie liniowi: Örjan Åhlen Daniel Persson |
| Godzina: 19:00 | 8 min. kar            |                 | 4 min. kar                                                         | Widzów: 2 383 Sędzia główny: Viktor Birin Stanislav Raming Sędziowie liniowi: Örjan Åhlen Daniel Persson |

| 14 stycznia 2020 | Luleå HF | 1:3 | Frölunda HC | Coop Norrbotten Arena, Luleå |

| Szczegóły      | Szczegóły               | Szczegóły       | Szczegóły                                                           | Szczegóły                                                                                                 |
| -------------- | ----------------------- | --------------- | ------------------------------------------------------------------- | --- |
| Godzina: 18:00 | J. Tyrväinen (EQ) 13:41 | (1:0, 0:1, 0:2) | 30:59 (PP) R. Rakhshani 43:19 (EQ) J. Lundqvist 50:35 (EQ) R. Lasch | Widzów: 4 305 Sędzia główny: Kristian Vikman Mark Lemelin Sędziowie liniowi: Jan Sandström Emil Yletyinen |
| Godzina: 18:00 | 10 min. kar             |                 | 8 min. kar                                                          | Widzów: 4 305 Sędzia główny: Kristian Vikman Mark Lemelin Sędziowie liniowi: Jan Sandström Emil Yletyinen |

| 14 stycznia 2020 | Mountfield HK | 3:0 | Djurgårdens IF | ČPP Aréna, Hradec Králové |

| Szczegóły      | Szczegóły                                                    | Szczegóły       | Szczegóły  | Szczegóły                                                                                             |
| -------------- | ------------------------------------------------------------ | --------------- | ---------- | --- |
| Godzina: 18:00 | J. Lev (EQ) 20:53 R. Nedomlel (EQ) 42:07 A. Jergl (EN) 51:34 | (0:0, 1:0, 2:0) |            | Widzów: 6 161 Sędzia główny: Manuel Nikolić Peter Stano Sędziowie liniowi: Jiří Ondráček Daniel Hynek |
| Godzina: 18:00 | 4 min. kar                                                   |                 | 6 min. kar | Widzów: 6 161 Sędzia główny: Manuel Nikolić Peter Stano Sędziowie liniowi: Jiří Ondráček Daniel Hynek |

### Finał
Mecz finałowy odbył się 4 lutego 2020 roku. Gospodarzem meczu był czeski Hradec Králové. Mecz rozegrany został w ČPP Aréna.
| 4 lutego 2020 | Mountfield HK | 1:3 | Frölunda HC | ČPP Aréna, Hradec Králové |

| Szczegóły      | Szczegóły   | Szczegóły       | Szczegóły  | Szczegóły |
| -------------- | ----------- | --------------- | ---------- | --- |
| Godzina: 18:45 |             | (1:3, 0:0, 0:0) |            | Widzów: 6 890 Sędzia główny: Kristian Vikman Mikko Kaukokari Sędziowie liniowi: Andreas Hofer Joep Leermakers |
| Godzina: 18:45 | 10 min. kar |                 | 8 min. kar | Widzów: 6 890 Sędzia główny: Kristian Vikman Mikko Kaukokari Sędziowie liniowi: Andreas Hofer Joep Leermakers |